# Château de Bourlémont
Pour les articles homonymes, voir Bourlémont.
Le château de Bourlémont est un château médiéval de la commune de Frebécourt à l'ouest du département des Vosges, dans la région administrative Grand Est.

## Situation et site
Le château de Bourlémont est situé sur un promontoire isolé culminant à 400 mètres d'altitude au-dessus du confluent de la Meuse et de la Saônelle, au sud-ouest de Coussey. Il domine le val de Meuse qui descend vers le nord ainsi que le village de Frebécourt ; il est également à cinq kilomètres au nord de Neufchâteau.
Depuis le château, on peut voir vers le nord la basilique du Bois-Chenu, édifice religieux du XIXe siècle dédié à Jeanne d'Arc, situé sur un coteau forestier de Domrémy-la-Pucelle.

## Histoire
Un premier château est édifié par les évêques de Toul au XIIe siècle, sans doute entre 1100 et 1130. Les évêques, suzerains de la rive droite de la Meuse, entendent répondre à la fortification de Neufchâteau, possession des ducs de Lorraine sur la rive gauche. Le château n’est à l'époque qu’un quadrilatère de taille modeste, occupé par des hommes d’armes ayant pour chef un membre de la famille des Brixey. La branche de cette famille habitant Bourlémont prend rapidement le nom de la seigneurie dont la première mention connue date de 1184.
La construction actuelle du château date du XIIIe siècle. C'est sans doute à son retour de Terre sainte que Joffroy de Bourlémont (° v. 1210-† 1268), sénéchal de Navarre du comte Thibaut IV, fait reconstruire le château de ses ancêtres. Il conserve le lieu stratégique de promontoire isolé qui permet de protéger le village de Domrémy dont il est seigneur. Lui et sa femme Sibille étaient les fondateurs de la Maison Dieu de Gerbonvaux. C'est de cette époque que date les grosses tours rondes visibles aujourd'hui. En 1285, seuls quatre sergents à cheval et cinq piétons champenois sont payés comme garnisaires au château.
La lignée s’éteint en 1412 avec son dernier descendant mâle, Pierre de Bourlémont, l'année même où nait Jeanne d'Arc. Le nom de son épouse, Béatrice, est d'ailleurs curieusement cité en 1456 lors du procès de réhabilitation de la sainte. La dame noble et ses demoiselles d'honneur avaient en effet coutume de se promener sous « l'arbre des Fées » à Domrémy, comme devait le faire plus tard Jeanne la bergère. Ce détail, retenu contre la Pucelle en 1431 par les juges de Rouen, puis mis en parallèle en 1456 avec les promenades de Béatrice de Bourlémont, allait rendre cette dernière immortelle en innocentant Jeanne des maléfices précédemment imputés du fait de l'arbre des Fées.

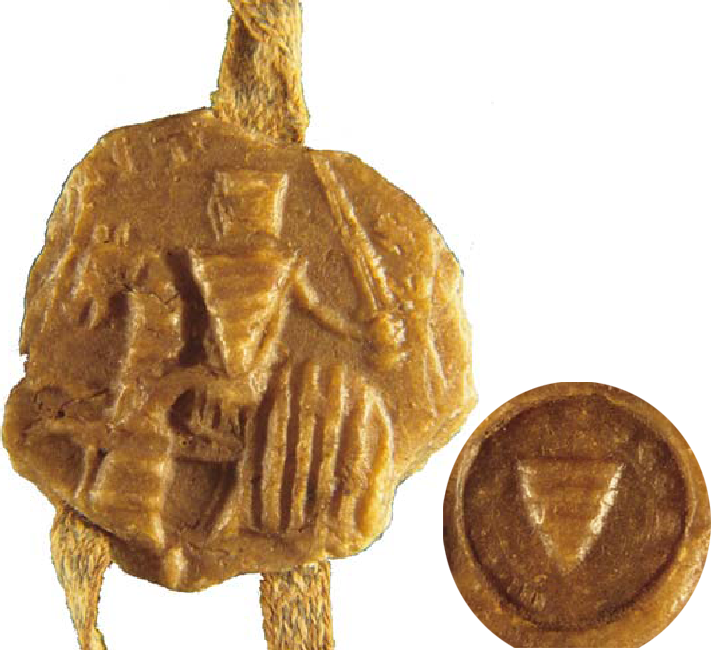
Sceau de Geoffroy.

Ainsi, le château passe aux mains des barons d'Anglure, descendants de la sœur de Pierre qui le remanient et le réaménagent ; cette famille conserve le château plus de trois siècles. C'est à la fin du XVe et au début du XVIe siècle qu'est construit le logis à deux étages donnant sur la cour du château, l’aménagement de la chapelle Saint-Vincent en style gothique flamboyant, et la construction de l’aile sud. Dans la seconde moitié du XVIe siècle, lors des guerres de Religion, la base des tours et des murs d’enceinte de la façade donnant sur la vallée est percée de meurtrières pour permettre le tir de canons. Au XVIIe siècle, pendant la guerre de Trente Ans (1618-1648), le roi de France demande à Claude d’Anglure de mettre le château en état de défense, mais aucun combat n’y a réellement été donné.

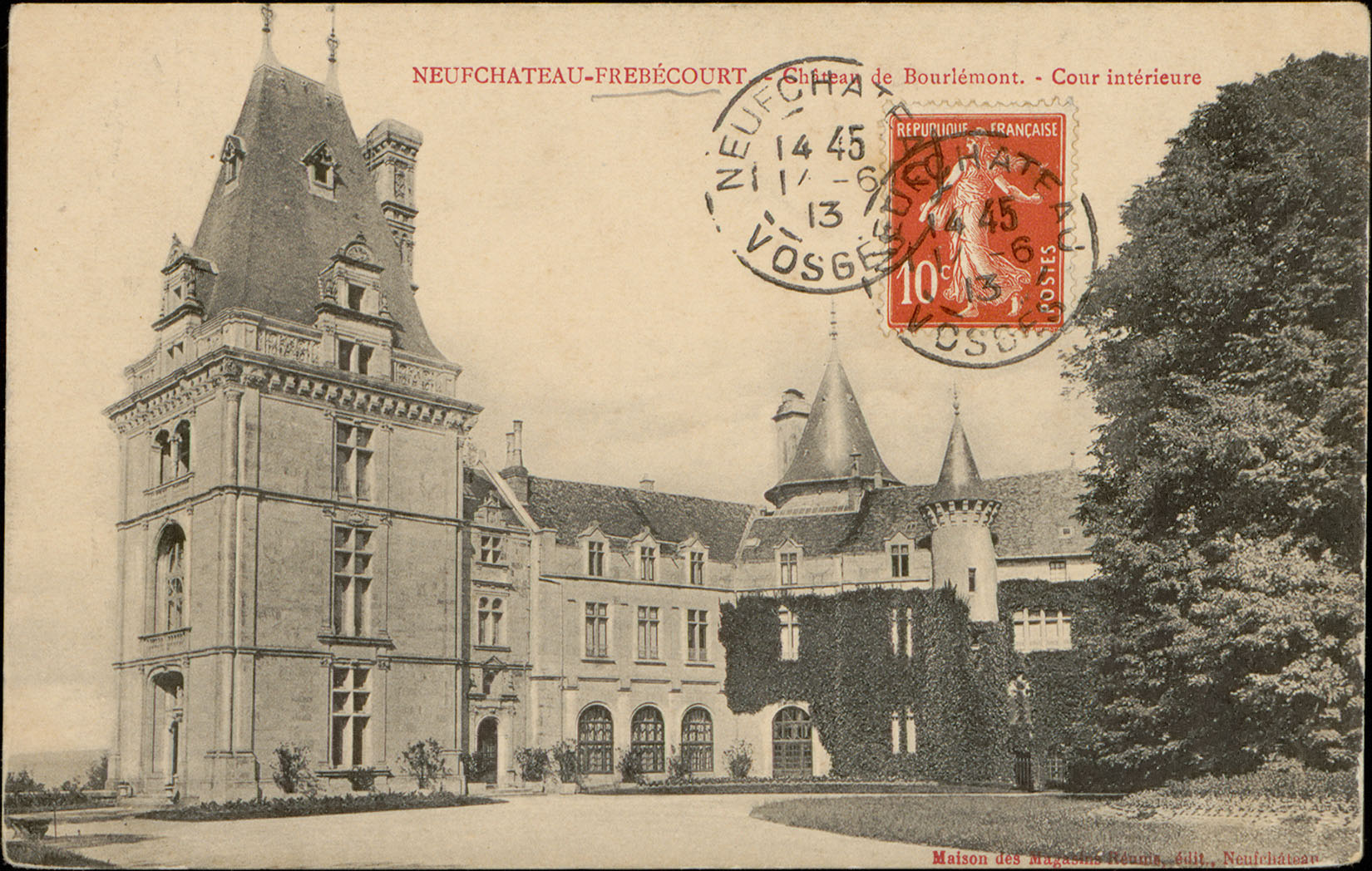
Carte postale de la cour intérieure avec l'aile néo-renaissance construite au XIXe siècle.

En 1732, il passe par héritage à la maison de Bauffremont, qui laisse le château à l'abandon pendant plus de trente ans, avant de le vendre en 1769 au marquis Jean-François-Joseph d'Alsace de Hénin-Liétard, chambellan de l'empereur Joseph II ; celui-ci se trouvait par hasard à Neufchâteau, étant retenu par le premier accouchement de sa femme, Albertine-Françoise van de Werve ; au cours d'une promenade, il visite le château et décide de l'acheter, ce qui lui fait ajouter à ses titres nobiliaires celui de comte de Bourlémont. Il commence aussitôt des travaux de rénovation, interrompus rapidement par la Révolution française.
Ses descendants continuent à transformer la vieille bâtisse médiévale en château d’agrément au cours du XIXe siècle, pour lui donner l’aspect qu’on lui connait aujourd’hui. Un parc à l'anglaise est aménagé par le paysagiste Paul de Lavenne de Choulot, des dépendances nécessaires à la vie d’une grande demeure sont construites, et une aile neuve de style néo-Renaissance est même ajoutée sous le Second Empire sur le côté nord de la cour.
En 1934, Thierry d'Alsace de Hénin-Liétard lègue le château à son petit-neveu Guy-Aldonce de Rohan-Chabot. Le château passe donc par héritage à la maison de Rohan-Chabot. Le père de Guy-Aldonce, Jacques de Rohan-Chabot, fait réaliser d’importants travaux de réaménagement de la cour et du jardin, sous la direction du paysagiste Achille Duchêne, qui dessine un décor inspiré des jardins à la française que l’on peut admirer encore aujourd’hui. Entre 1935 et 1937, le niveau de la cour du château est abaissé et nivelé afin de donner plus de hauteur à l’aile sud, la cour est redessinée autour d’un terre-plein central destiné à mettre en valeur un tilleul bicentenaire, une terrasse est créée le long de l’aile sud, des haies de buis et des plates-bandes en gazon sont installés au pied des façades. Le parterre situé sous la façade est du château est entièrement redessiné avec une bordure de buis et de tilleuls taillés. Au centre, de grands carrés en gazon bordés de pyramides en buis sont installés.
Dans les années 1950, Guy-Aldonce de Rohan-Chabot fait détruire l'aile nord de Style néo-Renaissance qui avait été construite sous le Second Empire.
Les façades et toitures de l'ensemble des bâtiments, la chapelle Saint-Vincent et le plafond « à la Française » du salon du premier étage sont inscrits sur l'Inventaire supplémentaire des monuments historiques par arrêté du 15 juin 1977.
Le château change de propriétaire le 18 janvier 2024. Des travaux de réhabilitation sont en cours afin de permettre d'offrir des prestations de chambres et de réception à partir de 2025. Depuis août 2024, le lieu accueille des créations d'événements pour le grand public (soirée aux chandelles, Halloween). Cela va se poursuive en 2025 avec des évènements tout au long de l'année.

## Description
Le château conserve son aspect féodal sur son front Est, avec quatre tours rondes à toits dits « en poivrières ». Il y en avait plus d'une dizaine au XIVe siècle. De l'autre côté s'adosse les corps de logis du XVIe siècle ; ceux-ci bordent une cour intérieure et une aile Sud agrémentée d'une galerie en arcades cintrées.
L'intérieur de l'édifice porte la marque de plusieurs époques ; certains salons ont conservé leur plafond d'origine ; la chapelle Saint-Vincent de style gothique, datant de la fin du XVe siècle et début XVIe siècle, abrite les tombeaux seigneuriaux.

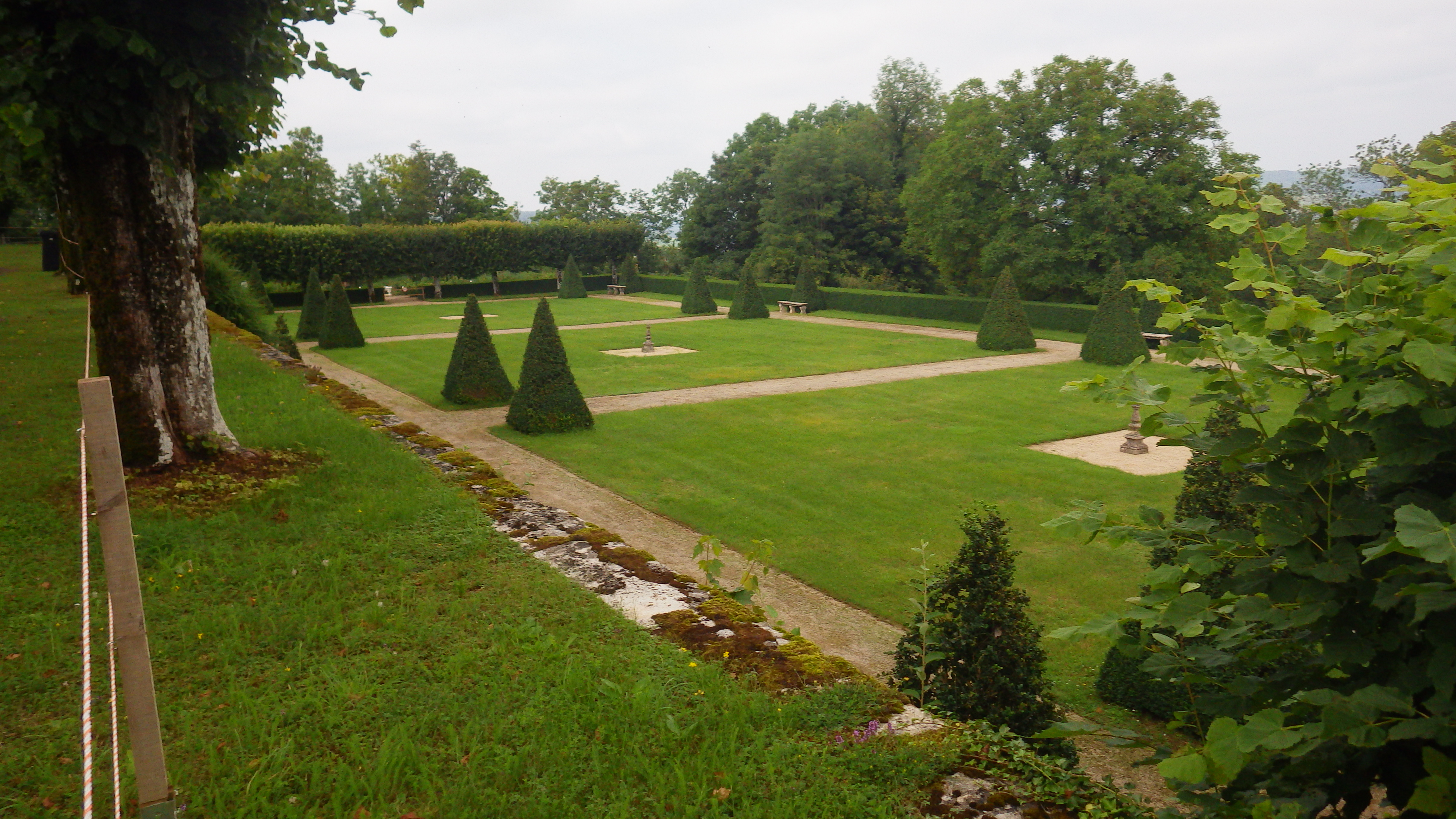
Jardin à la française

Le parc est une création de Paul de Lavenne de Choulot au XIXe siècle, avec l'aménagement de prairies ponctuées de bosquets, ainsi que des voies d’accès qui serpentent à travers le parc pour ménager des perspectives sur le château et le paysage environnant. La forêt est repoussée au-delà des prairies, de nouvelles espèces d’arbres sont introduites et des allées sont ouvertes pour des promenades dans les bois. En contrebas du château, du côté est, où était aménagé un grand parterre de fleurs, on ajoute deux serres chauffées, dont l’une seulement est conservée. Elles auraient été équipées par la maison orléanaise Guillot Pelletier d'une des premières serres dites « hollandaises » en France. Le parc est aussi agrémenté de dépendances : une bergerie, des écuries, un château d'eau, un chalet, la source de la Samaritaine...
Le grand parterre de fleurs, du côté de la façade est, est entièrement redessiné par Achille Duchêne entre 1935 et 1937, avec une bordure de buis, des tilleuls taillés et de grands carrés en gazon bordés de pyramides de buis, lui donnant un aspect de jardin à la française.
On peut visiter depuis l'été 2021 le parc paysager, le jardin à la française et la chapelle castrale. Auparavant, seuls les extérieurs étaient parfois accessibles durant les Journées européennes du patrimoine.

## Propriétaires

### Maison de Brixey de Bourlémont (1090 à 1403)
- Simon Ier de Brixey, seigneur de Brixey (vers 1090 - †1149) - Il épouse vers 1125 Hersende de Bourlémont, dame de Bourlémont (vers 1100- †?) 
  - Pierre Ier de Brixey de Bourlémont (vers 1130 - † 1170) - Il épouse Ide de Froville (vers 1135- †?) 
    - Simon II de Brixey de Bourlémont (vers 1149 -† 1197) - Il épouse Agnès de Broyes ou de Neufchâteau (vers 1160- †1221), remariée dès 1200 à Hanry, seigneur de Fouvent
      - Pierre II de Brixey de Bourlémont (vers 1170 - † vers 1226) - Il épouse Félicité de Joinville (vers 1185- †1240) 
        - Joffroy de Brixey de Bourlémont (vers 1210 - † 1268) - Il épouse Sibylle de Saulxures (vers 1215- †1275) 
          - Pierre III de Brixey de Bourlémont (vers 1255 - † 1310) - Il épouse Jeanne de Choiseul (vers 1255- †>1311) 
            - Jean Ier de Brixey de Bourlémont (1285 - † 15/11/1337) - Il épouse en 1325, Isabelle-Jeanne de Grancey (vers 1295- †1357) 
              - Henri Ier de Brixey de Bourlémont (1330 - † 7 mai 1403) - Il épouse Alix ou Béatrice de Joinville-Donjeux (vers 1344- †1413) 
                - Pierre de Bourlémont († 1412)
                - Jeanne de Brixey de Bourlémont (vers 1375 - † vers 1433) - Elle épouse vers 1400, Jean-Saladin d'Anglure

### Maison d'Anglure (1403-1732)
La maison d'Anglure acquiert le château de Bourlémont par héritage, lorsque Jean Saladin d'Anglure, seigneur de Raucourt et capitaine de Reims, épouse vers 1400 Jeanne de Brixey de Bourlémont (v.1375-1433), fille d'Henri 1er de Brixey de Bourlémont, et d'Alix ou Béatrice de Joinville-Donjeux.
- Jean-Saladin (?-† av. 1405) - Il épouse vers 1400, Jeanne de Brixey de Bourlémont (vers 1375- † vers 1433), remariée à Pierre, dit le Baudrin, chevalier
  - Simon, dit Saladin (vers 1402- †vers 1472) - Il épouse vers 1433 Isabelle du Châtelet-Matfride (vers 1410- †1485)
    - Nicolas, dit Colart (†29 juillet 1516) - Il épouse le 26 juin 1471, Marguerite de Montmorency (vers 1453- †29 août 1498)
      - Saladin (1472- †4 juillet 1545) - Il épouse le 30 novembre 1507 à Neufchâteau, Marguerite de Lignéville (vers 1485- †15 mars 1551)
        - René (vers 1510- †3 août 1596) - Il épouse le 9 novembre 1534 à Buzancy, Antoinette d'Aspremont (vers 1515- †29 juillet 1591)
          - Africain (†1592) - Il épouse le 14 décembre 1578, Marguerite de la Baume (1er novembre I559- †24 février 1604)
            - Claude (†9 décembre 1653) - Il épouse 23 octobre 1600, Angélique Diacette (†22 octobre 1635)
              - François (1604- †8 avril 1660) - Il épouse le 26 mars 1636, Antoinette des Marins (12 décembre 1619- †18 décembre 1652)
                - Louis-Absalon-Saladin (1656- †1725) - Il épouse le 2 octobre 1682, Antoinette Colbert (†19 septembre 1698). Ayant tenté de se donner la mort en 1694, il est enfermé à Charenton.
                - Charles-Henri (24 août 1658- †28 mai 1684)
                - Jean-Henri d'Anglure (1660- †1732), dernier membre de la famille d'Anglure

              - Charles-François (1605- †25 novembre 1669)- Archevêque français
              - Louis (1617- †9 novembre 1697)- Archevêque français

### Maison de Bauffremont(1732-1769)
La maison de Bauffremont acquiert le château de Bourlémont par héritage en 1732 à la mort de Jean-Henri d'Anglure.

### Maison d'Alsace-Hénin-Liétard(1769-1934)
Jean-François-Joseph d'Alsace-Hénin-Liétard achète le château à la maison de Bauffremont en 1769. Sa famille garde le château pendant deux siècles :
- Jean-François-Joseph (1733- †1797) - Il épouse le 19 mars 1768 à Anvers, Albertine-Françoise van de Werve (1747-†1810)
  - Pierre-Simon (1772- †1825) - Il épouse en 1804, Louise-Henriette de Croismare (1786- †1841)
    - Charles-Louis-Albert (1805- †1860) - Il épouse le 12 novembre 1827, Laure-Françoise-Pauline Durand de Pisieux (1812- †1887)
      - Simon-Gérard (1832- †1891) -  Il épouse le 27 octobre 1852 à Amsterdam, Angélique-Caroline van Brienen de Groote Lindt (1832-†1921)
        - Thierry-Arnaud-Laurent (1853- †1934) - Il épouse le 21 avril 1884, Madeleine de Ganay (1865-†1942)
        - Philippe-Charles (1855- †1914) - Il épouse le 31 juillet 1886, Hélène-Marie-Éléonore van Brienen de Groote Lindt
          - Hedwige (1889- †1960) - Elle épouse le 9 juillet 1914 à Paris, le comte Hubert de Montaigu (1877-†1959)
          - Marguerite (1890- †1963) - Elle épouse le 2 mai 1918 à Paris, le comte Maurice de Leusse (1890-†1921)
          - Nicole (1892- †1958) - Elle épouse le 27 novembre 1917 à Paris, le comte Jacques de Rohan-Chabot (1889-†1958)

Le château passe ensuite par héritage à la maison de Rohan-Chabot. Thierry d'Alsace de Hénin-Liétard lègue le château à son petit-neveu Guy-Aldonce de Rohan-Chabot en 1934, fils de Nicole d'Alsace-Hénin-Liétard et de Jacques de Rohan-Chabot.
Un "prince" (sic) d'Hénin, sénateur, est cité par Georges Clemenceau dans une lettre à son amie Marguerite Baldensperger - qui séjournait régulièrement dans sa maison familiale de Saint-Dié - du 6 avril 1924.

### Maison de Rohan-Chabot(1934-2024)
- Guy-Aldonce[10] (1921-†2012), fils de Nicole d'Alsace-Hénin-Liétard et de Jacques de Rohan-Chabot - Il épouse  le 11 Janvier 1949 Alix Louise Marguerite de Luppé (1925-†2020).
  - Pierre Jacques (1950-), fils du précédent.
  - Jacqueline Nicole (1951) mariée en 1976 avec Jean de Ponton d'Amécourt.
  - Véronique Louise (1951).

### Famille Oudin (depuis 2024)
- Mickaël OUDIN (1977-), fils de Rémi Oudin (1954-†2015) et de Sylviane Dauger (1958-) - Il épouse le 29 Août 2009 Angélique Pételot (1982-).
  - Léa OUDIN (2004-)
  - Nicolas OUDIN (2005-)
  - Lucie OUDIN (2008-)
  - Julie OUDIN (2013-)

## Galerie d'images

### Images anciennes

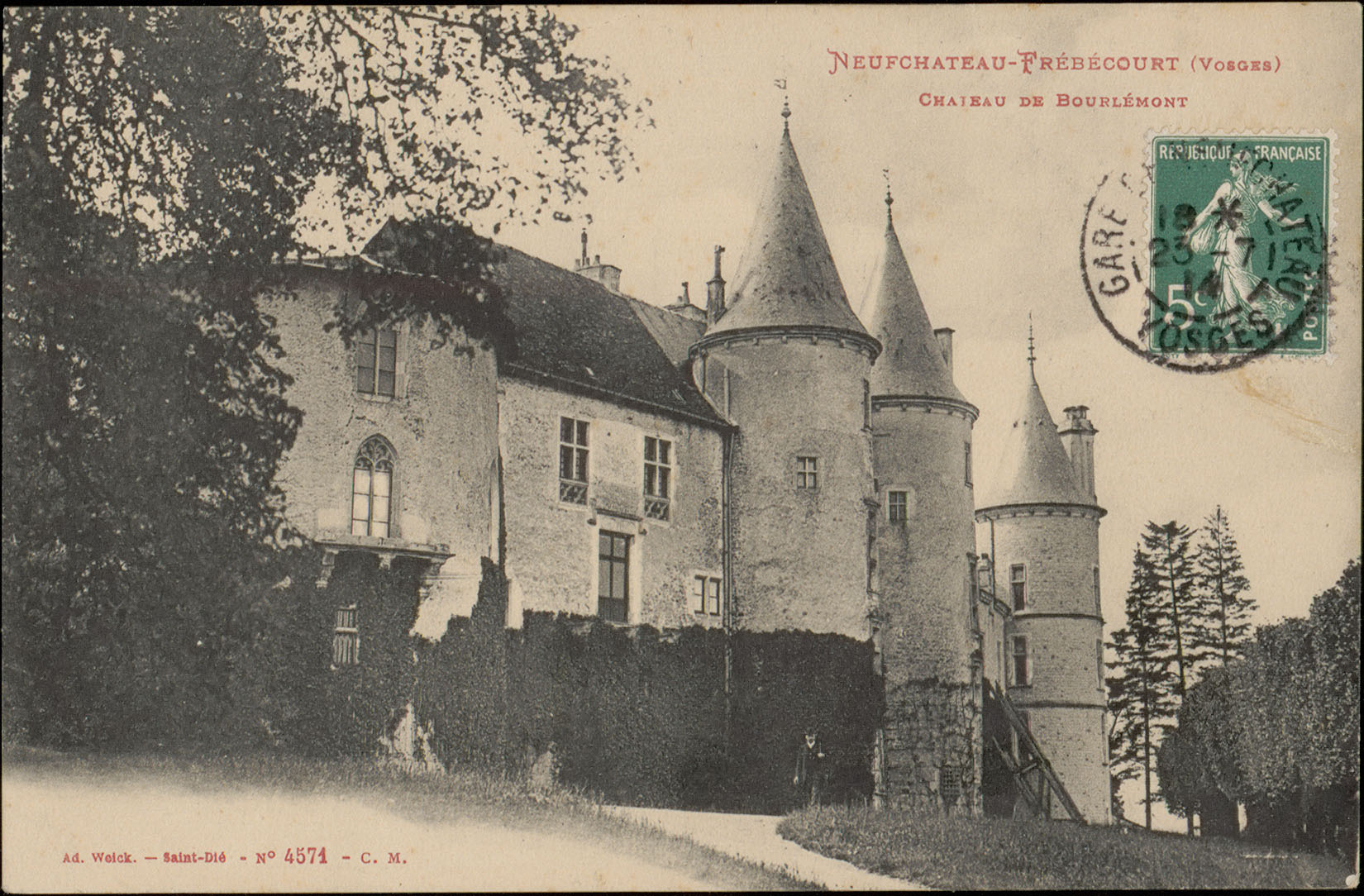
Carte postale de la façade est (1re moitié du XXe siècle.
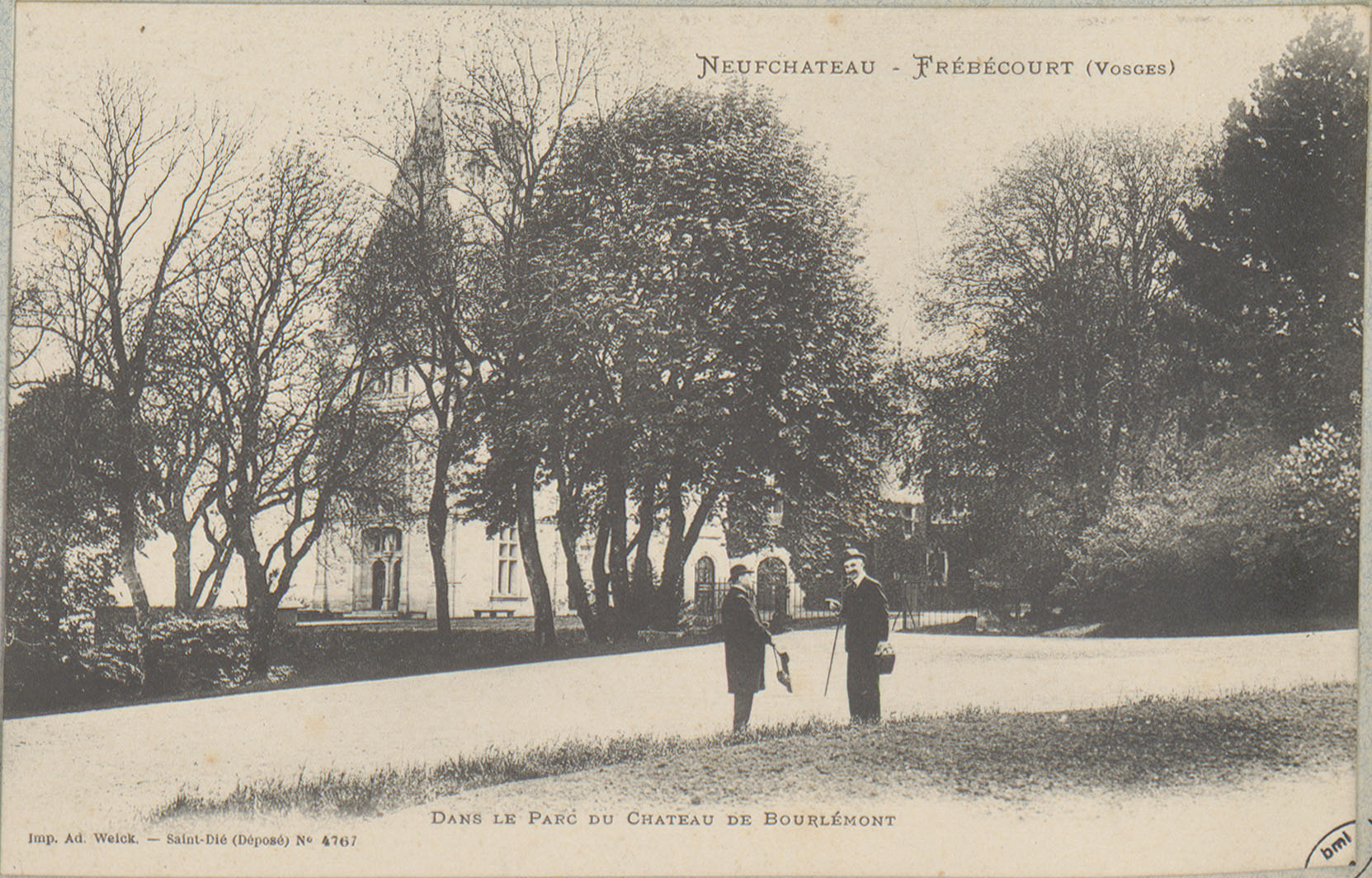
Carte postale du château depuis le parc.
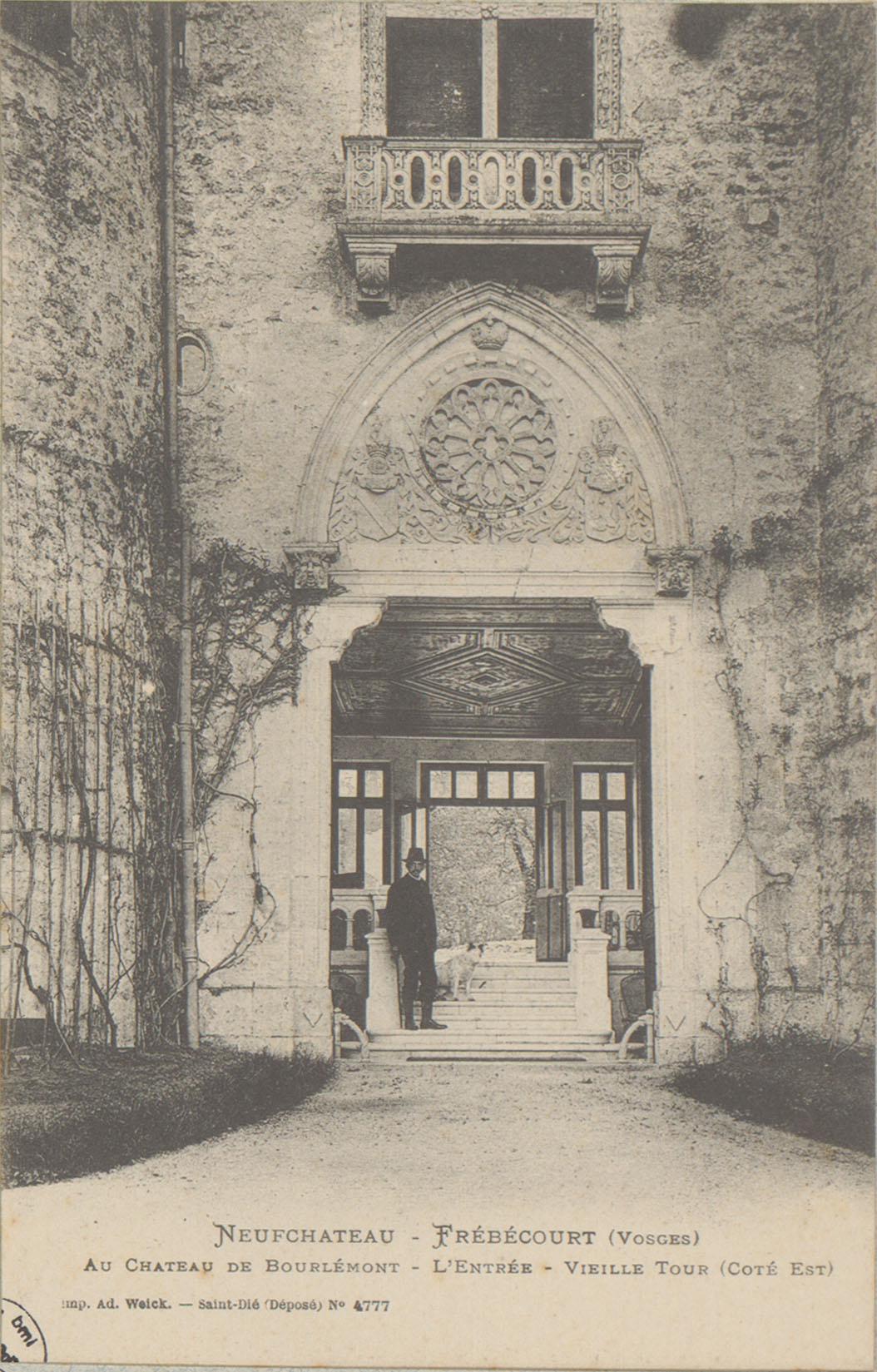
Carte postale de l'entrée est entourée de deux tours.

### Chapelle castrale

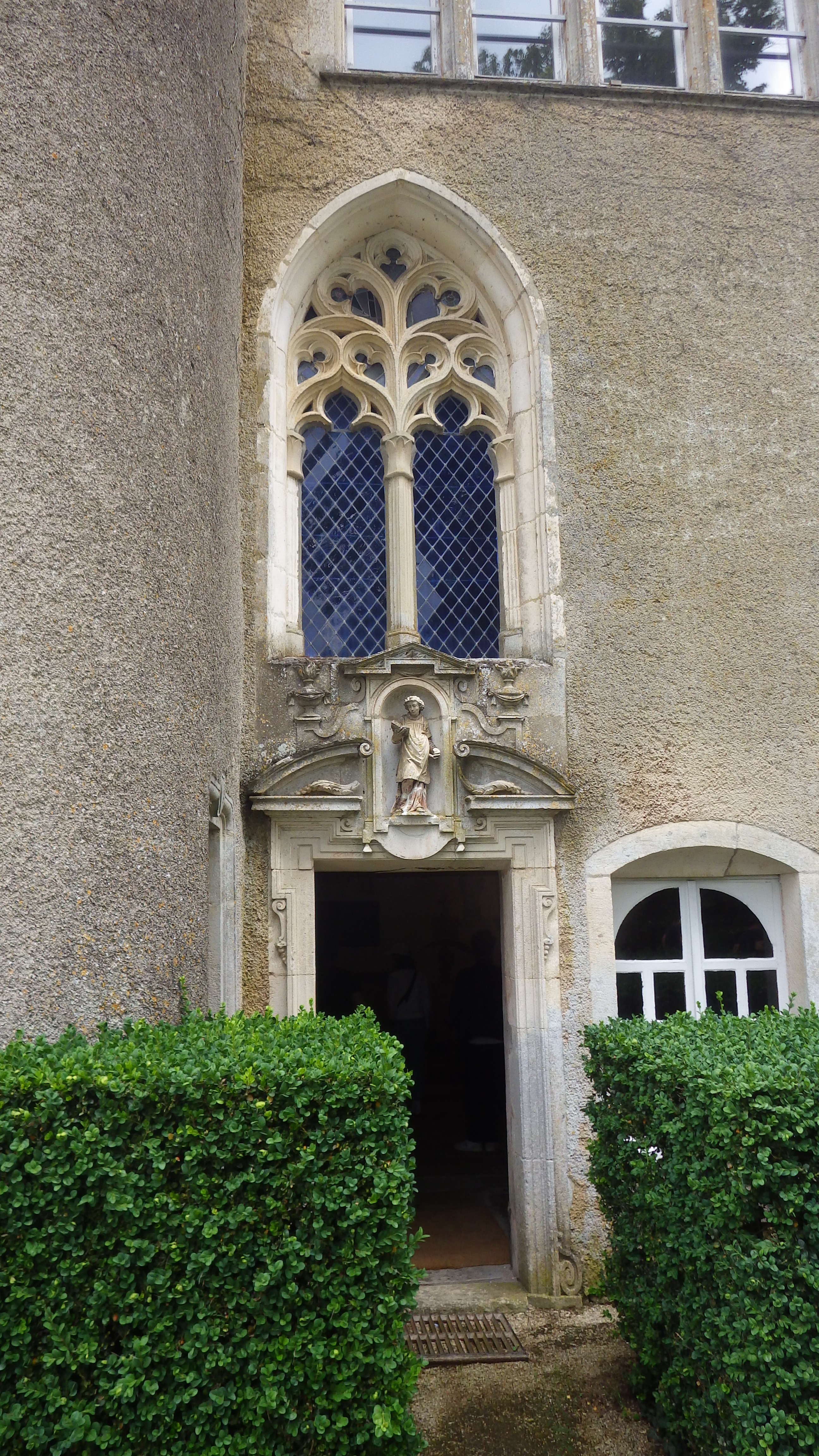
Entrée extérieure
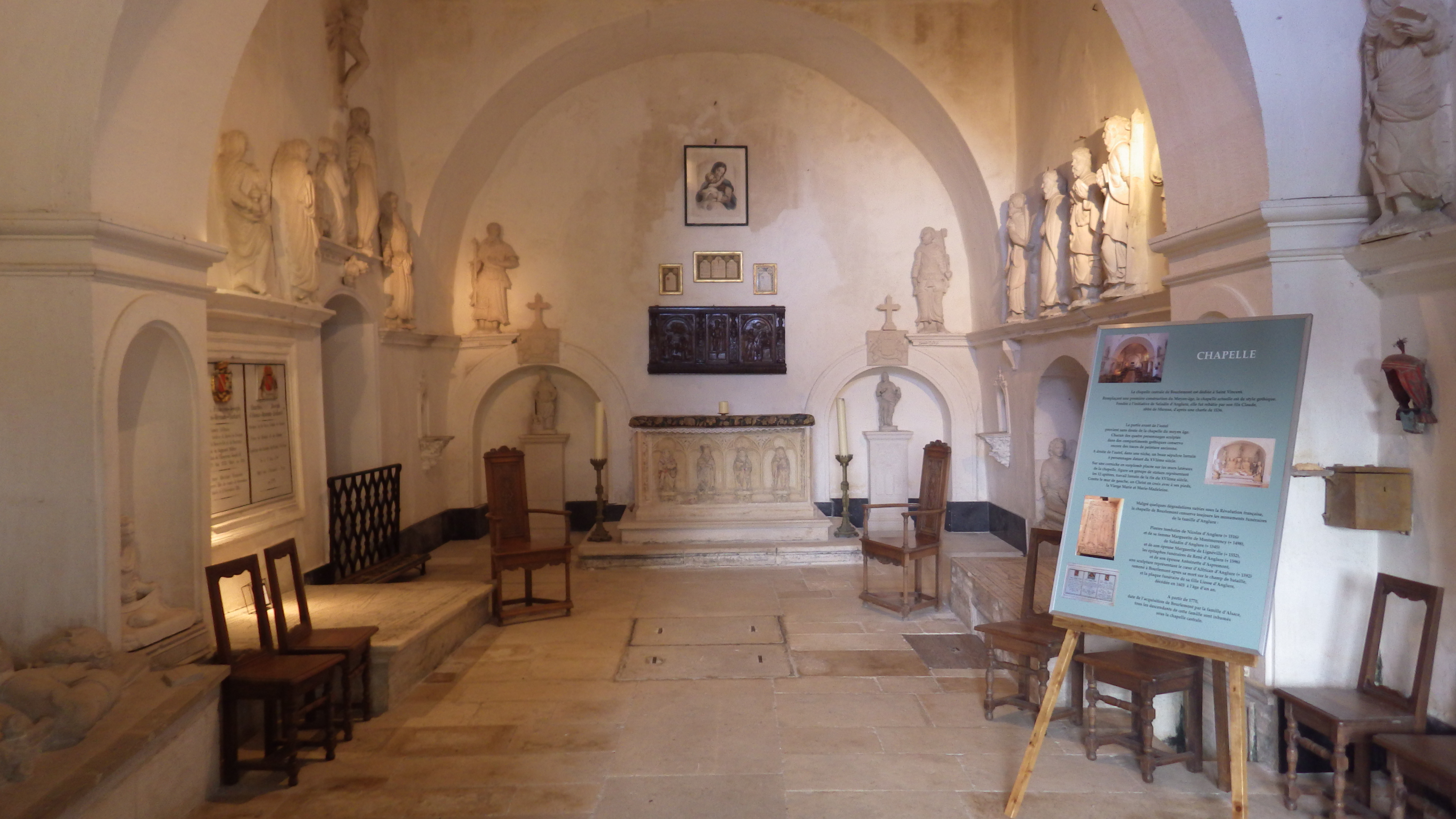
Intérieur
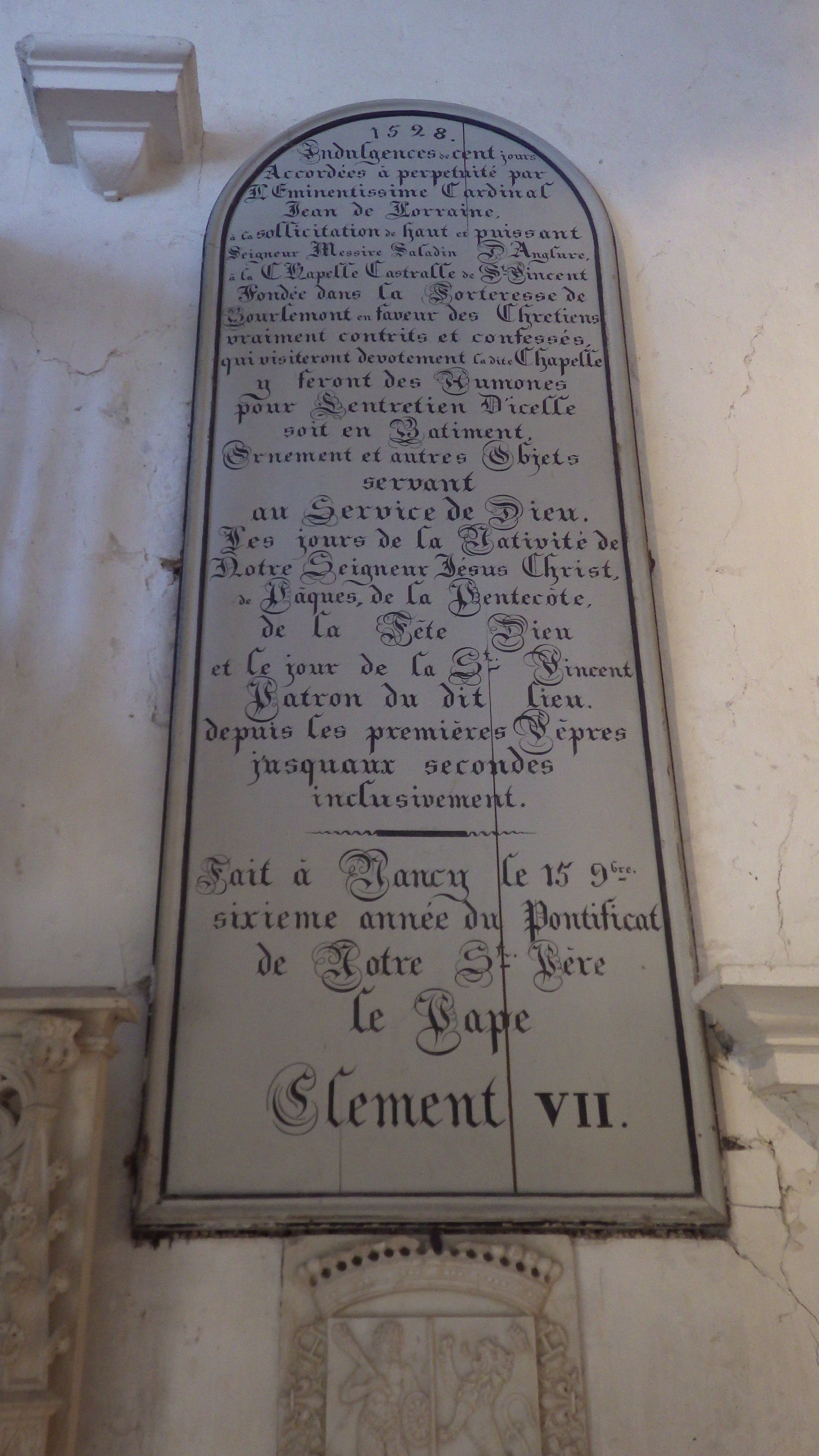
Panneau d'Indulgences
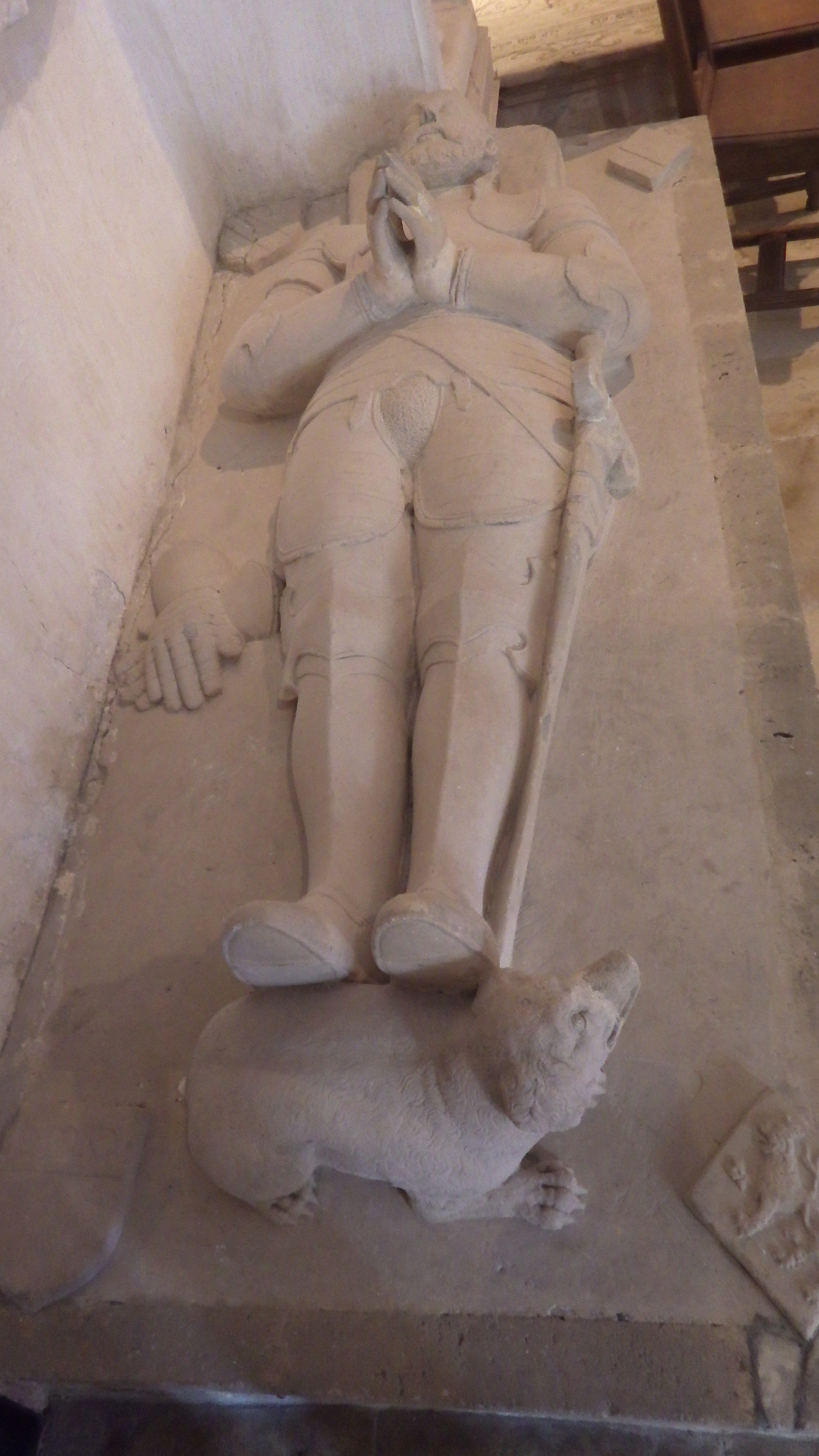
Un gisant
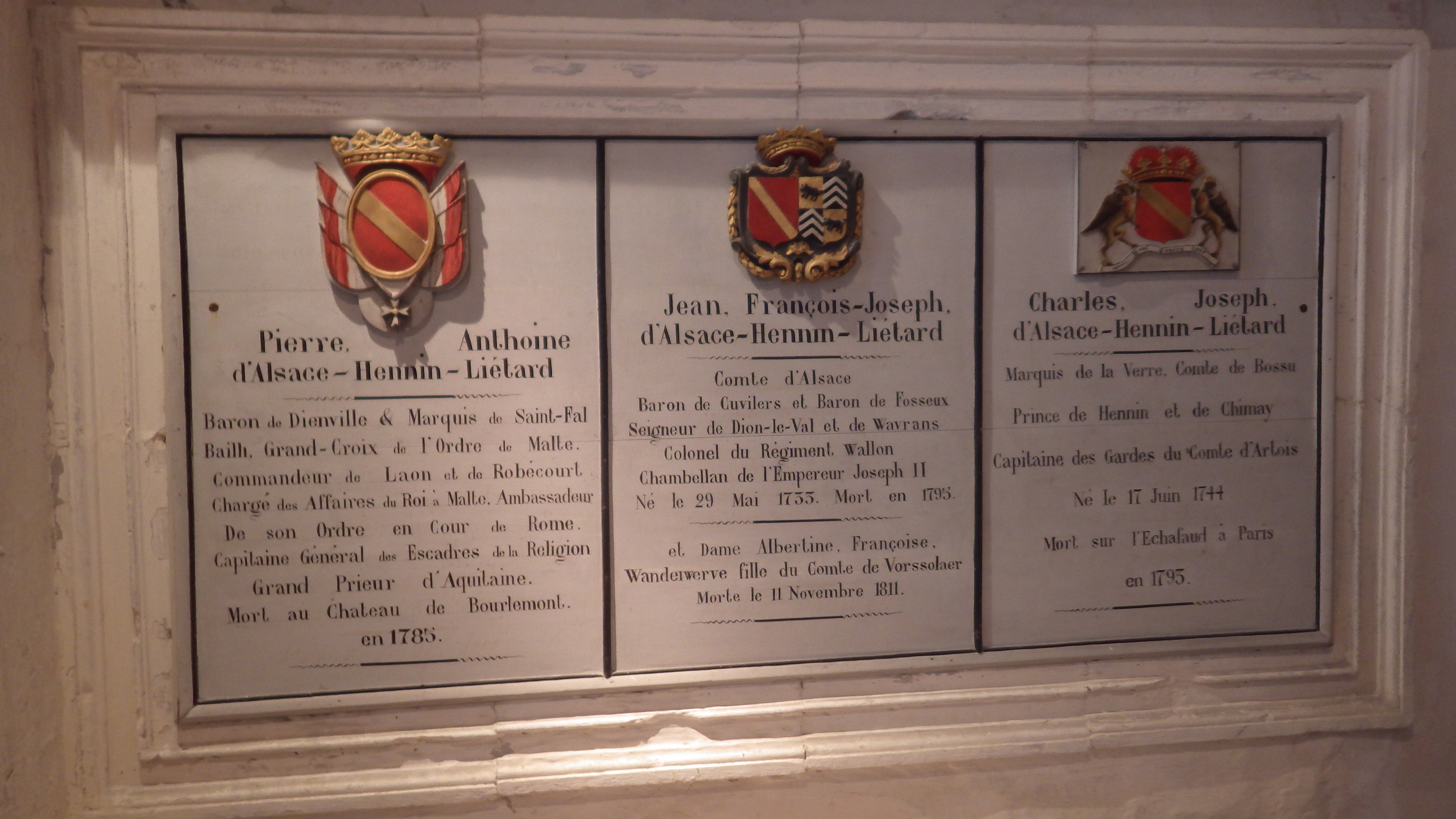
Pierres tombales du mur nord
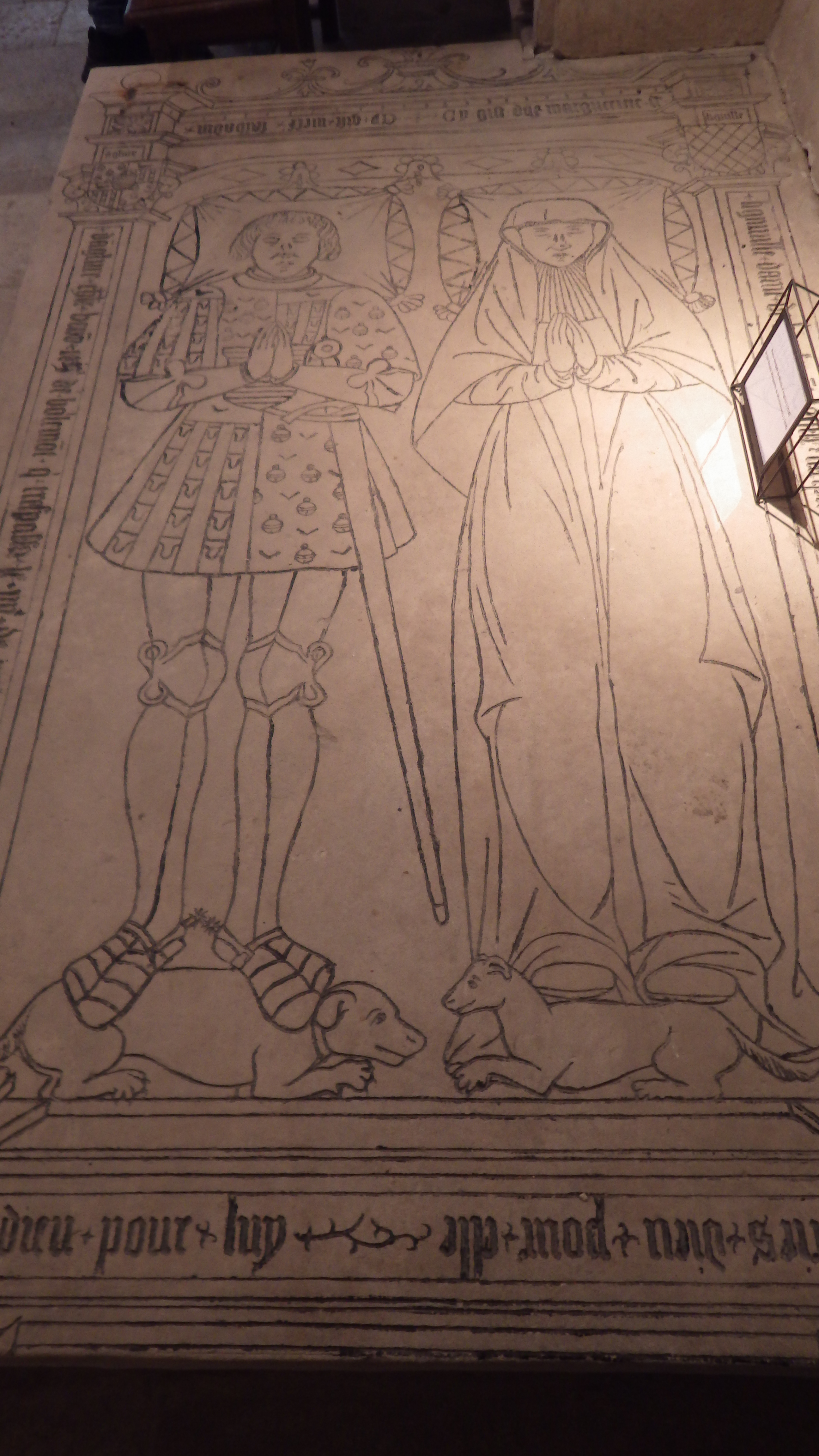
Pierre tombale médiévale
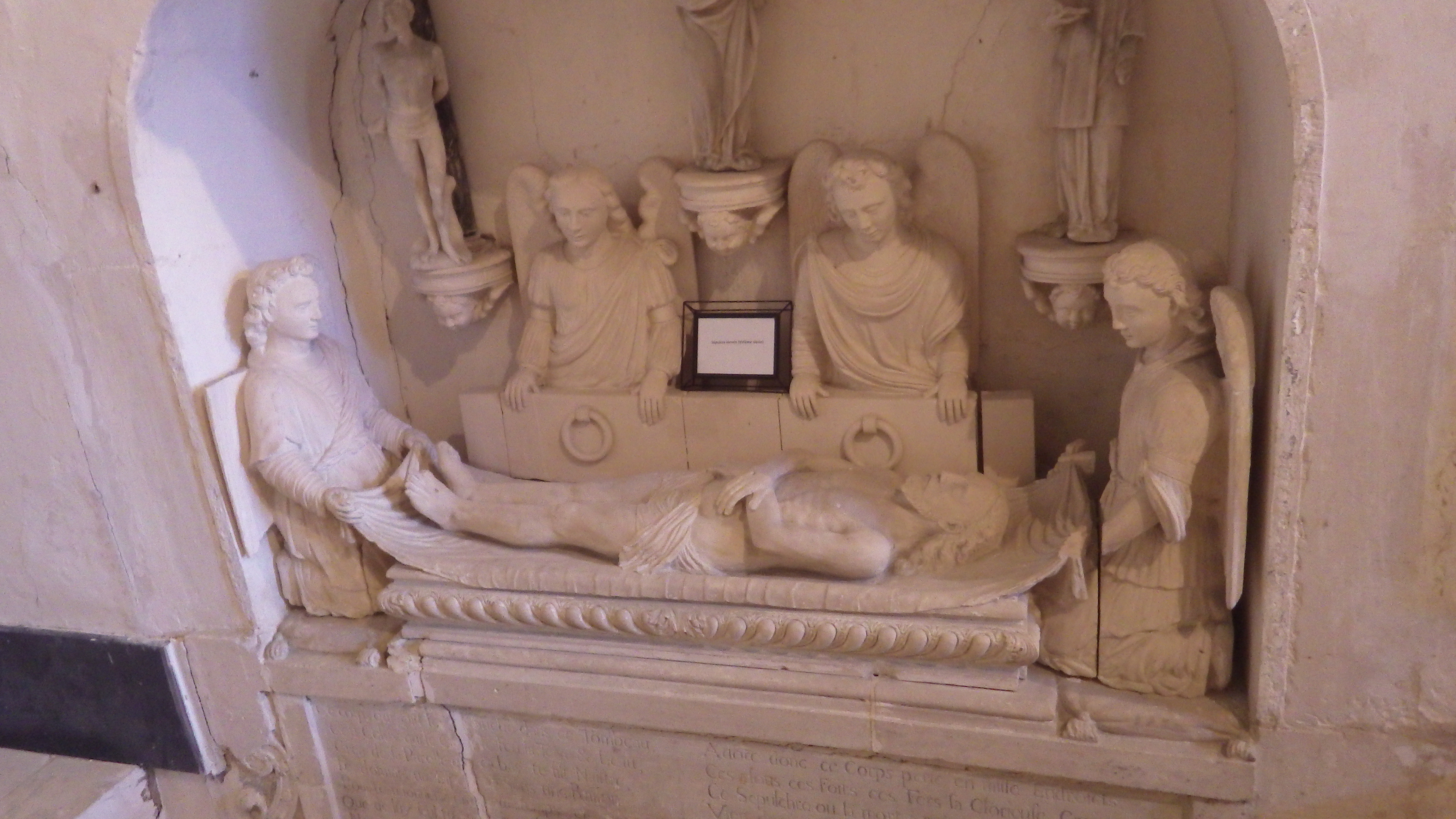
Sépulcre lorrain
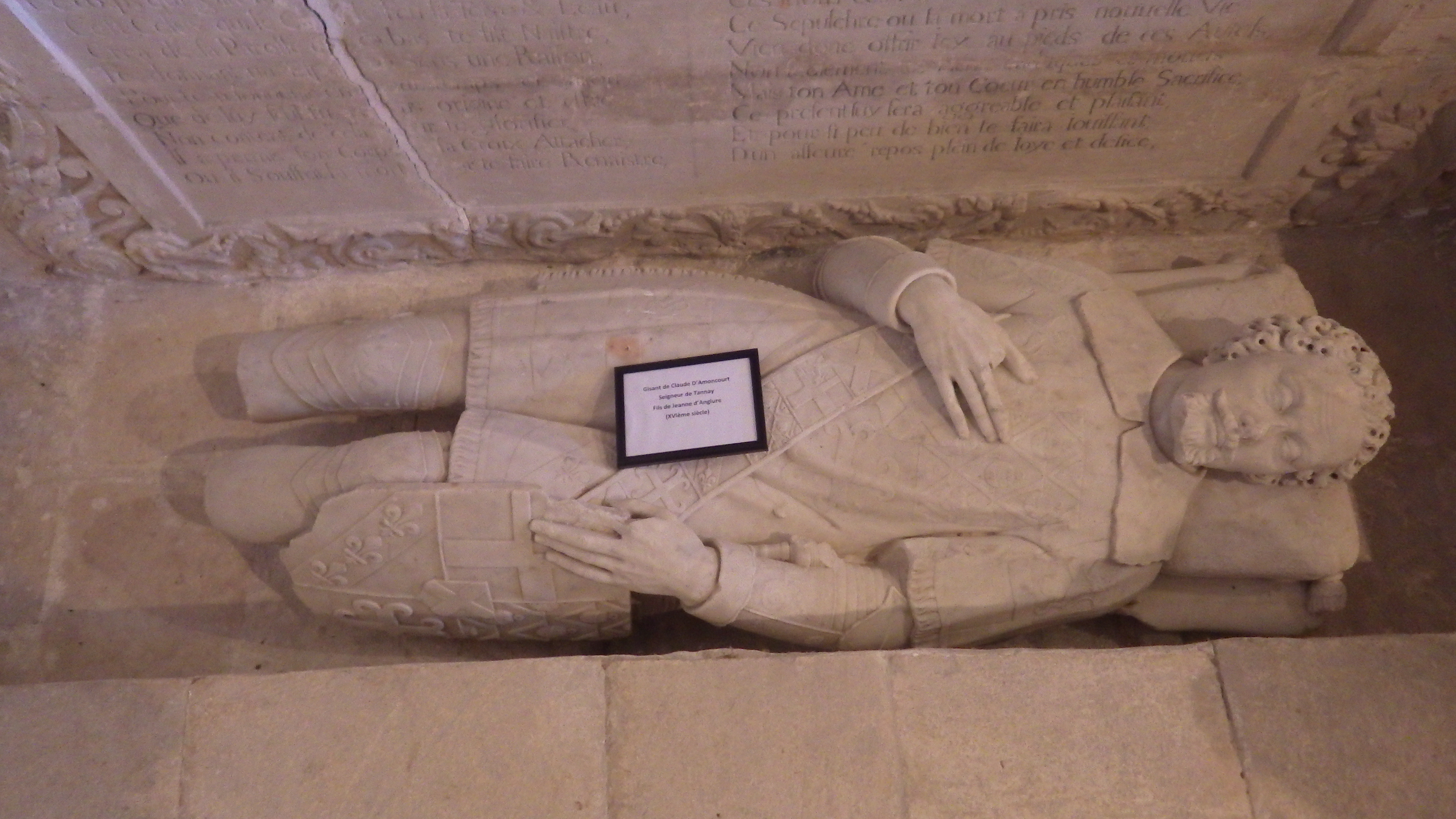
Un Gisant
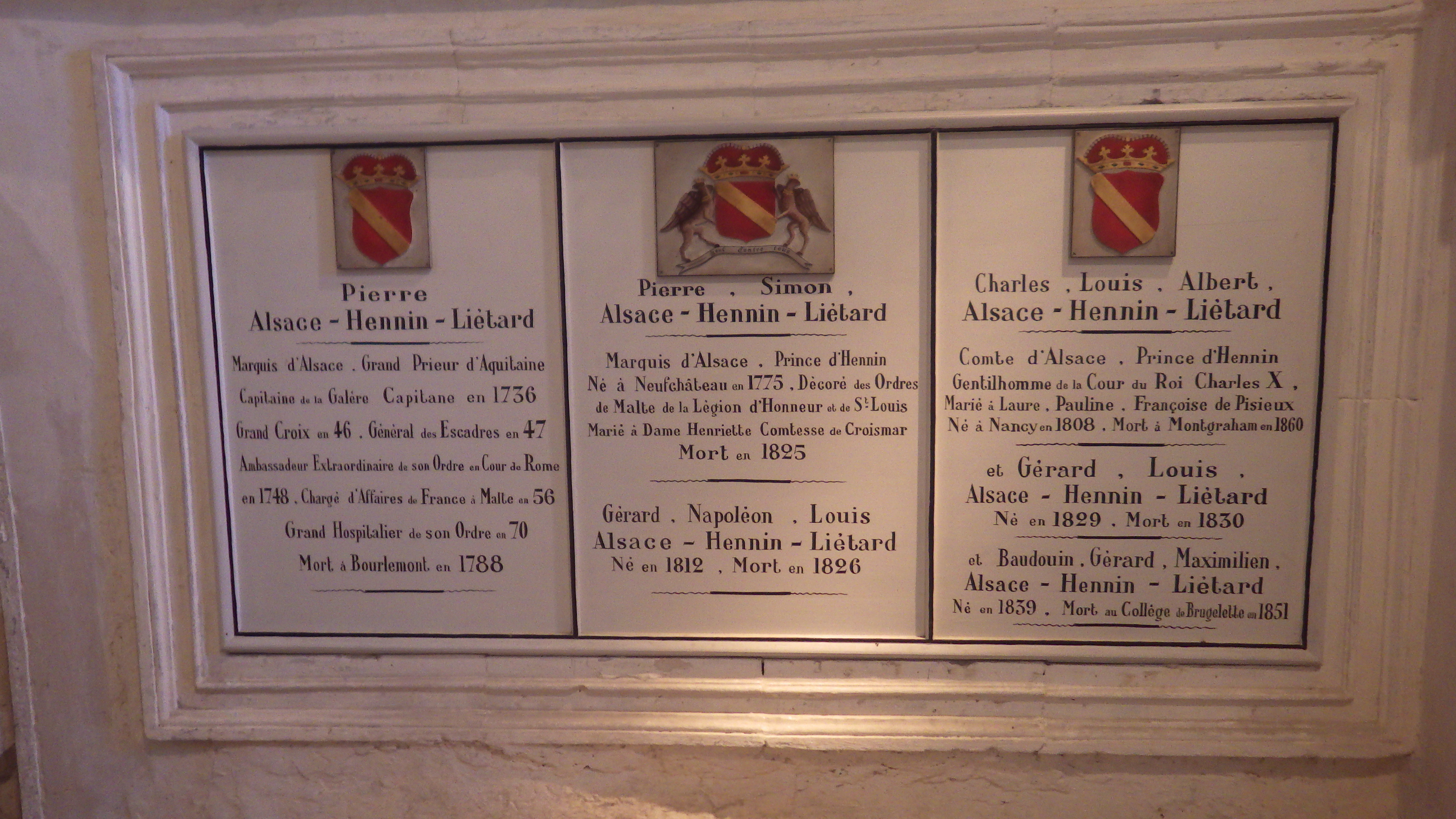
Pierres tombales du mur sud
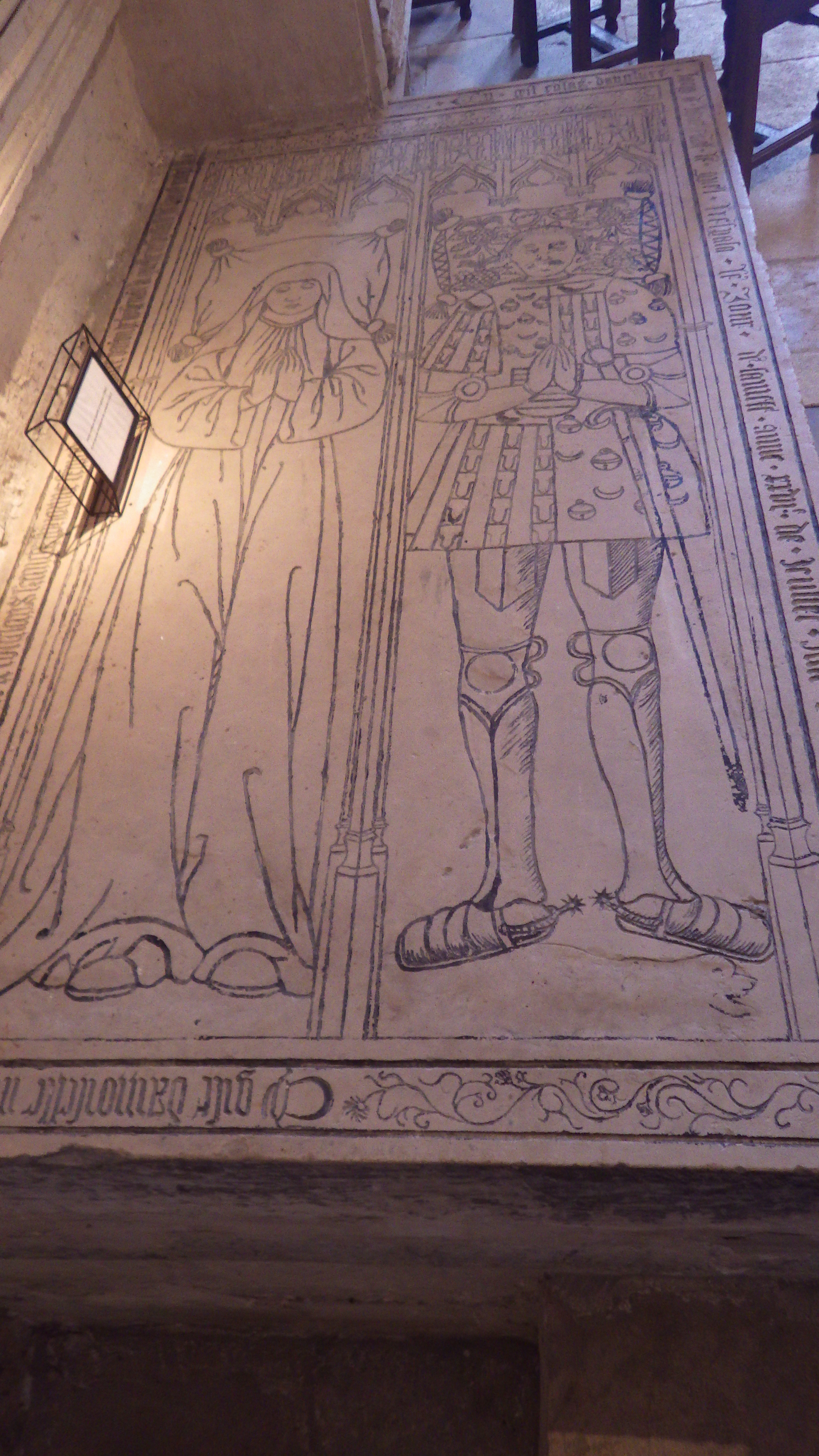
Pierre tombale médiévale
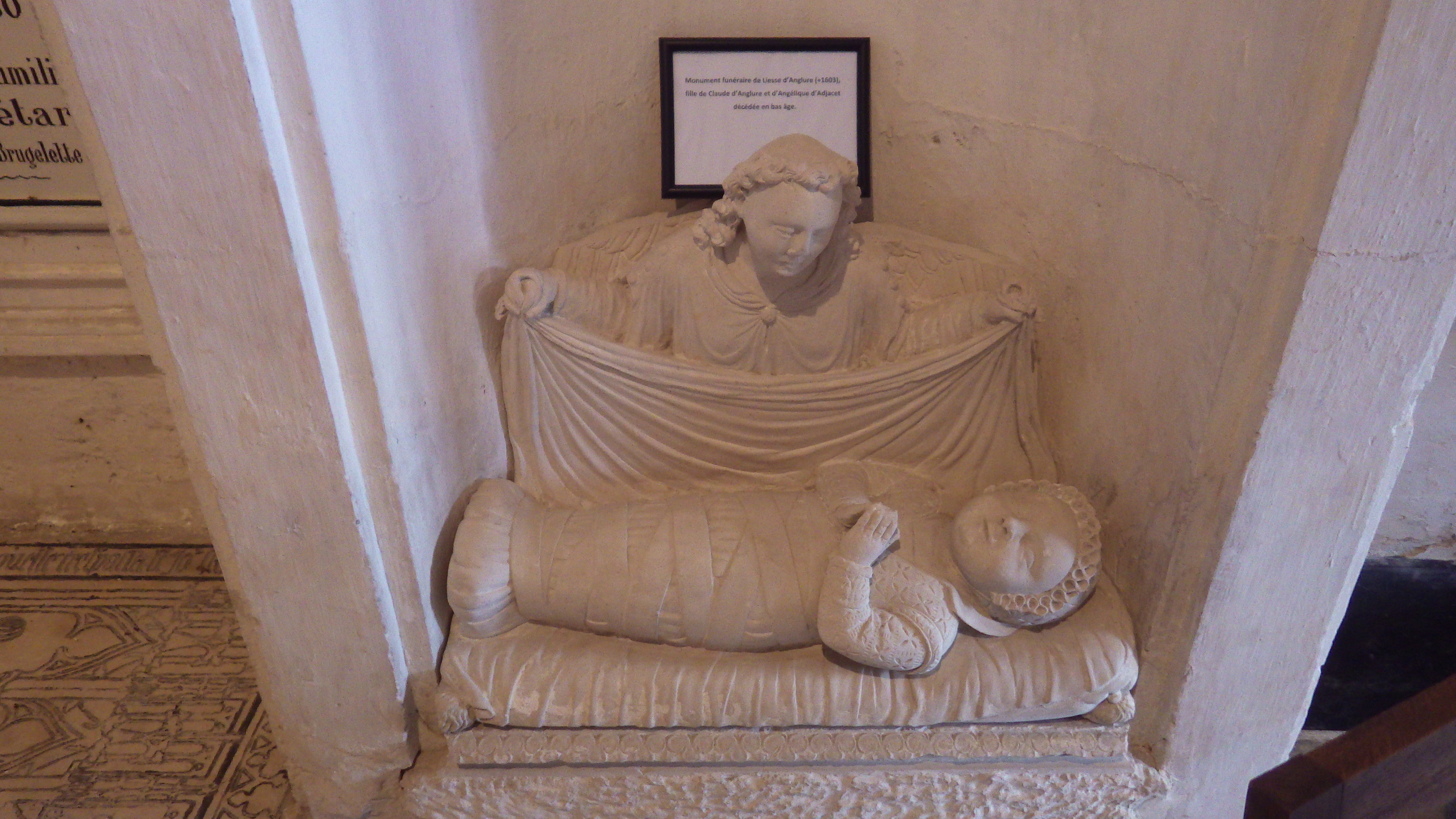
Monument funéraire dans le mur sud
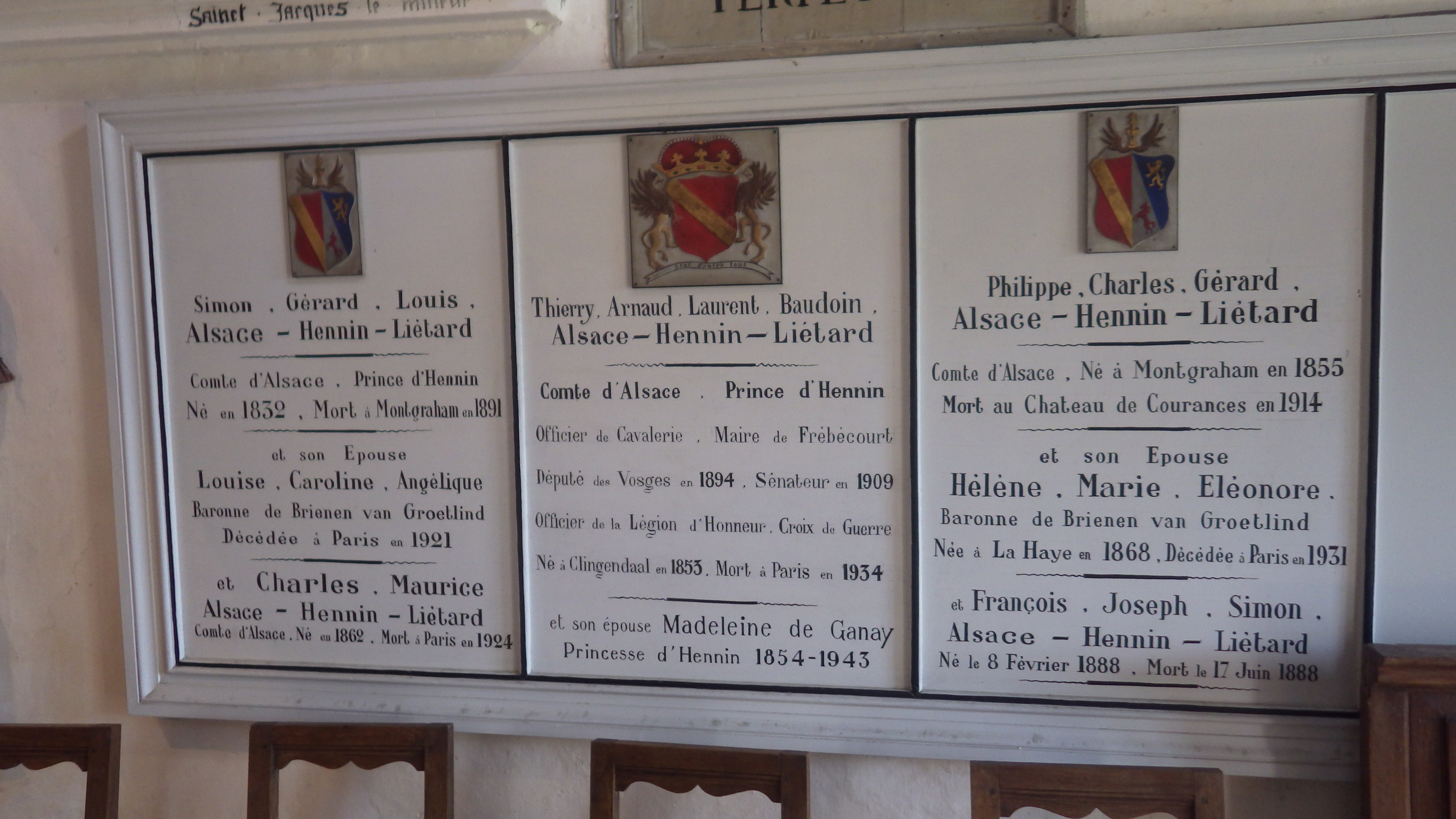
Pierres tombales contre le mur sud
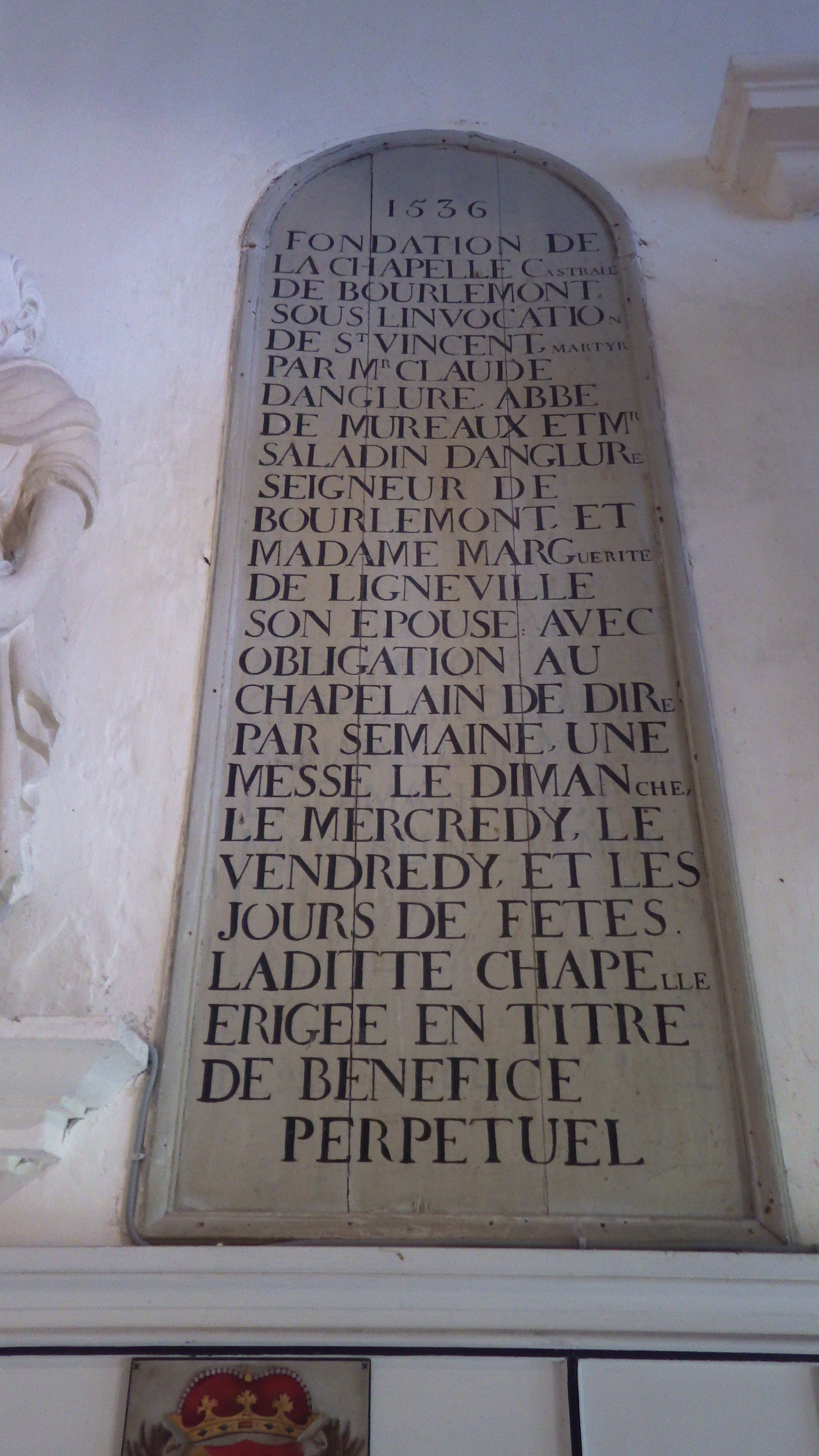
Panneau de fondation de la chapelle castrale

### Château et jardin

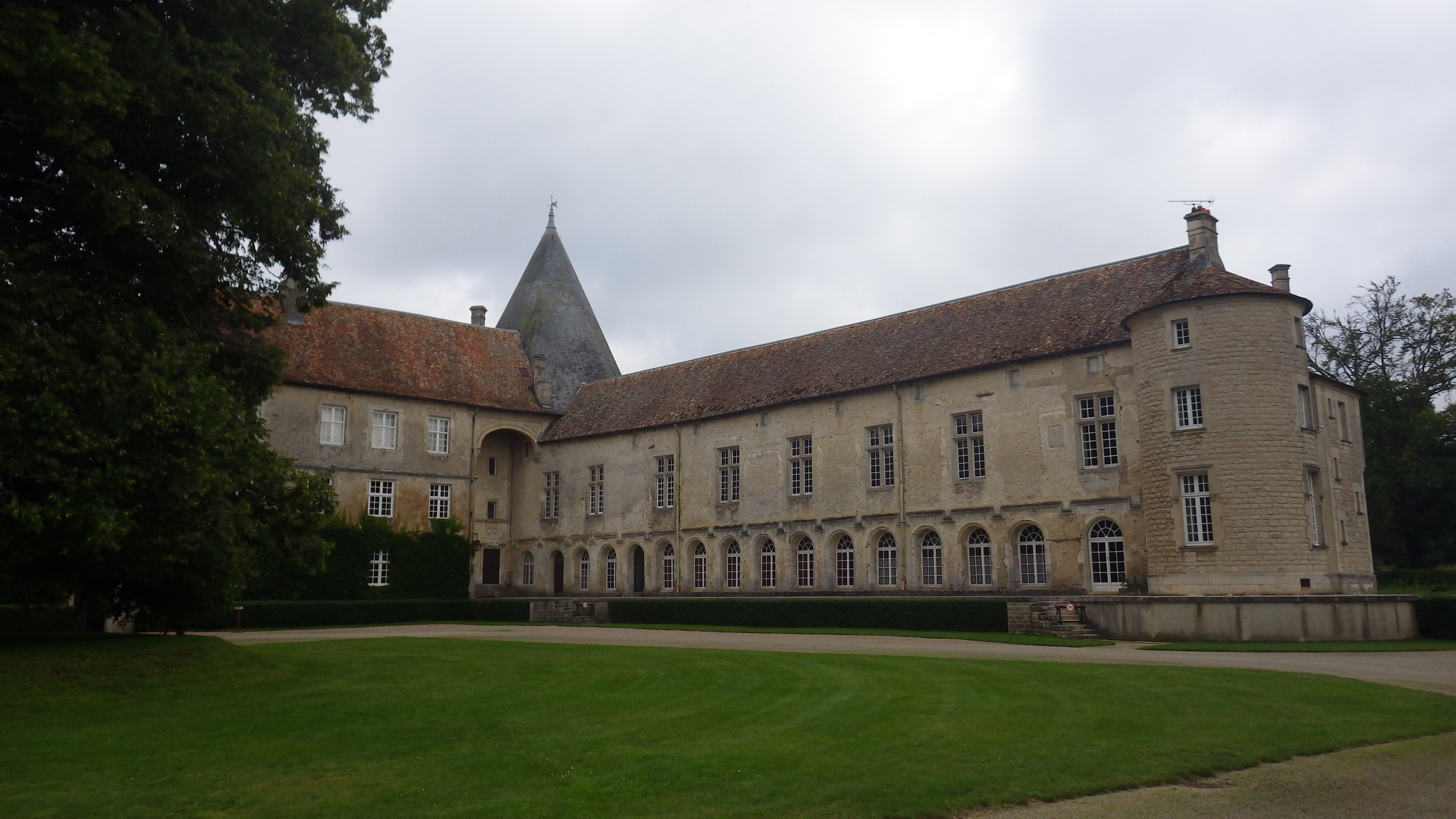
Façade nord
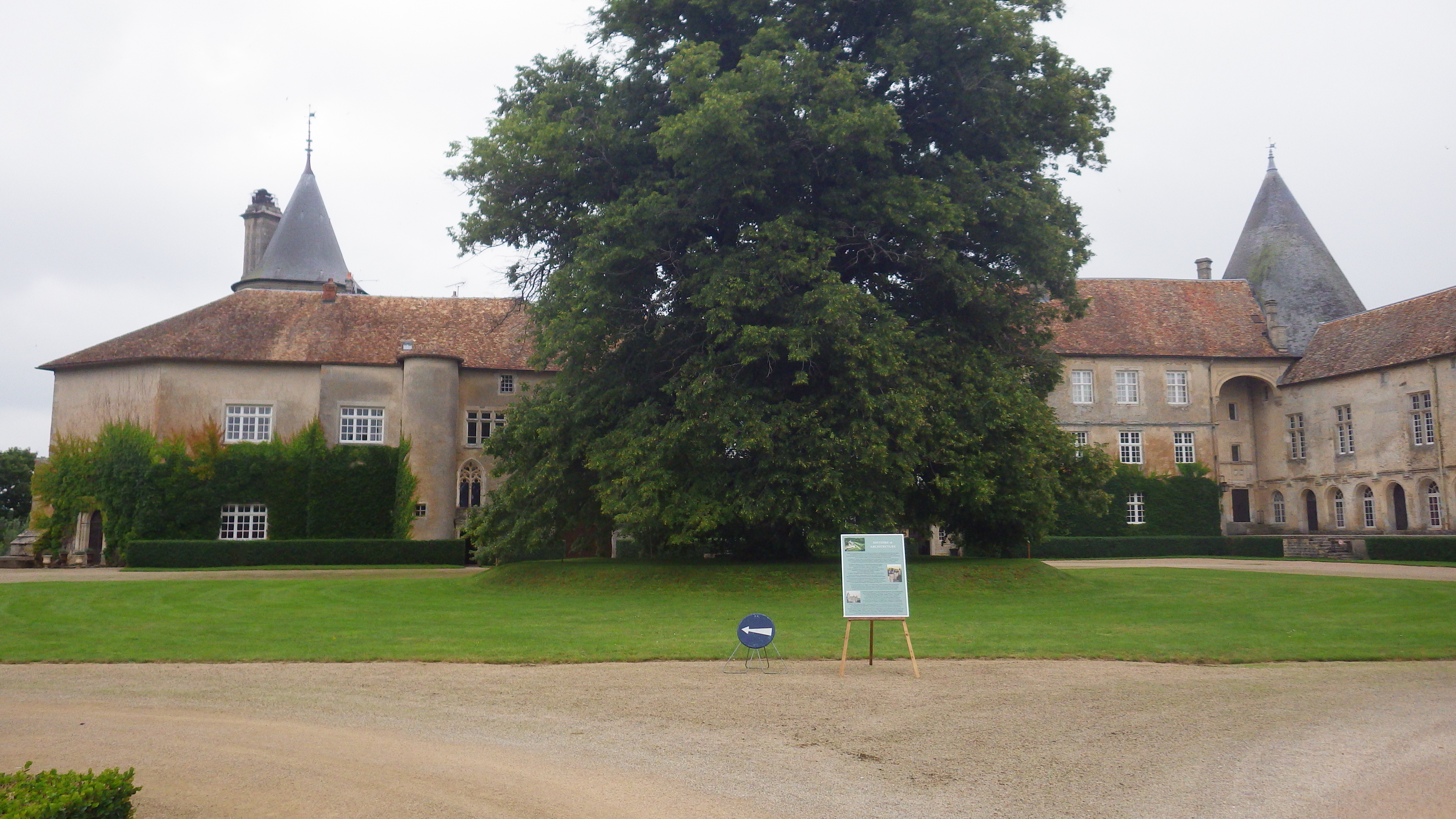
Façade sud et cour intérieure
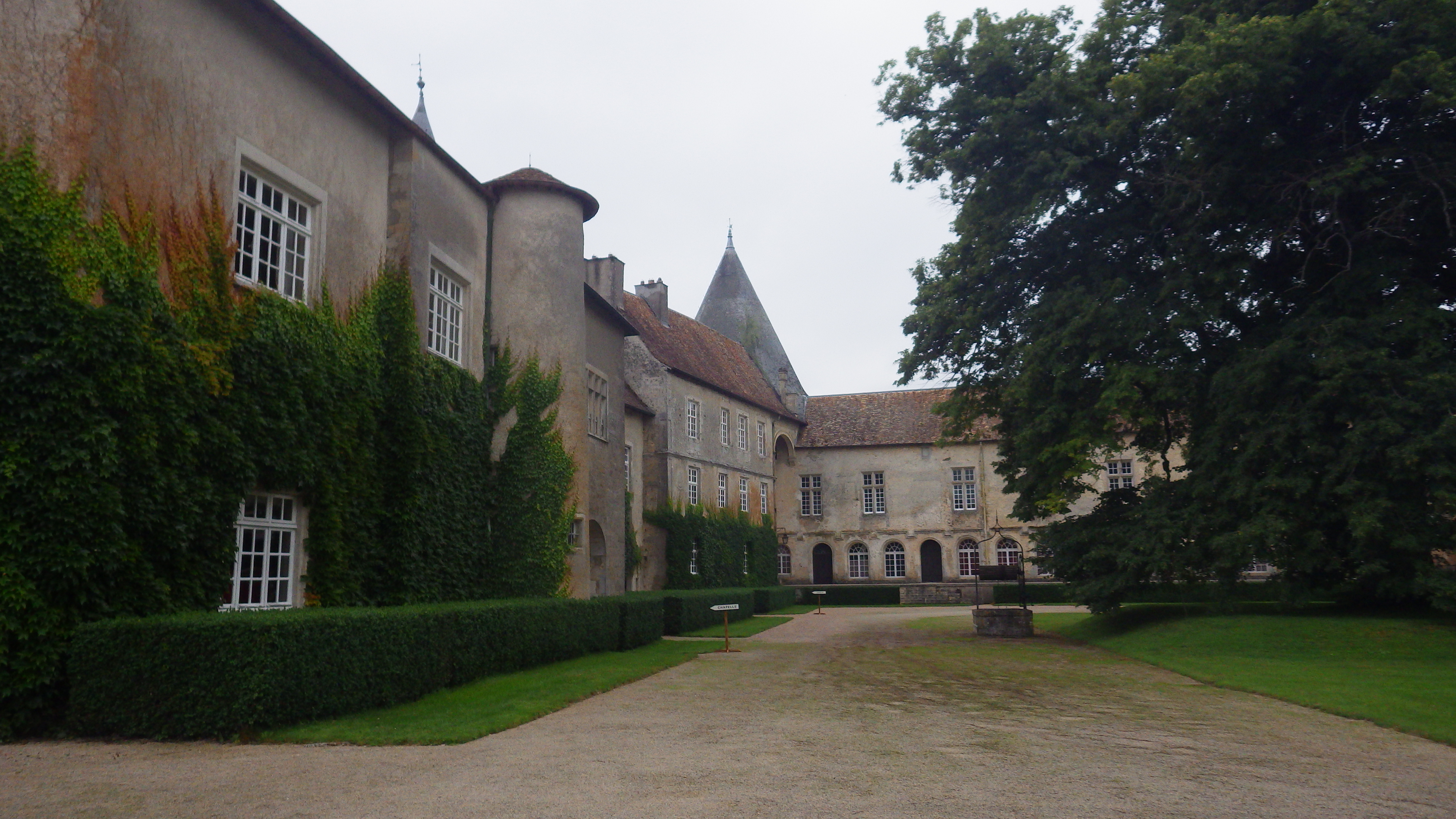
Façade sud et cour intérieure
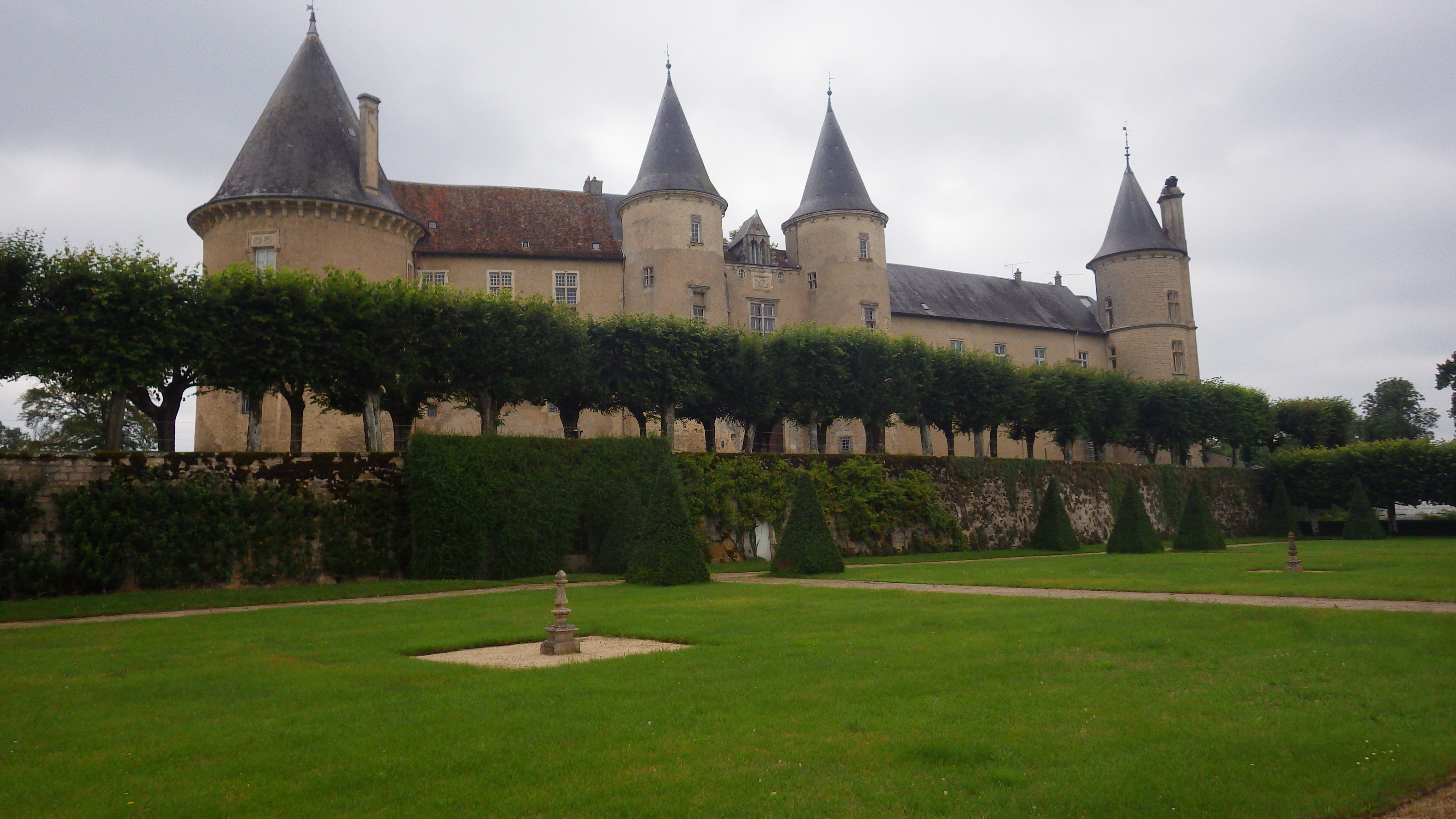
Façade est du château de Bourlémont depuis le jardin à la française
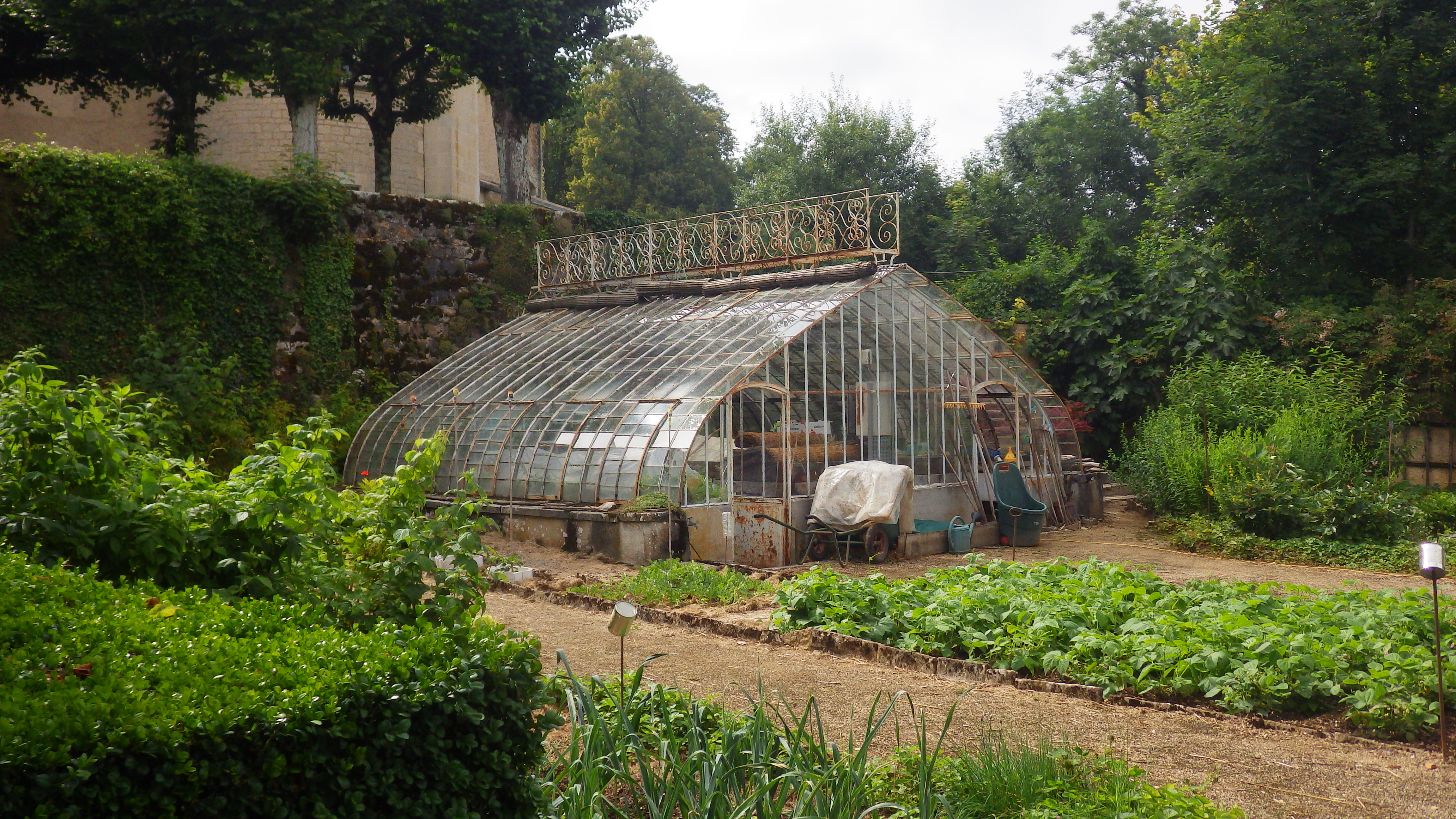
Serre dite « hollandaise »
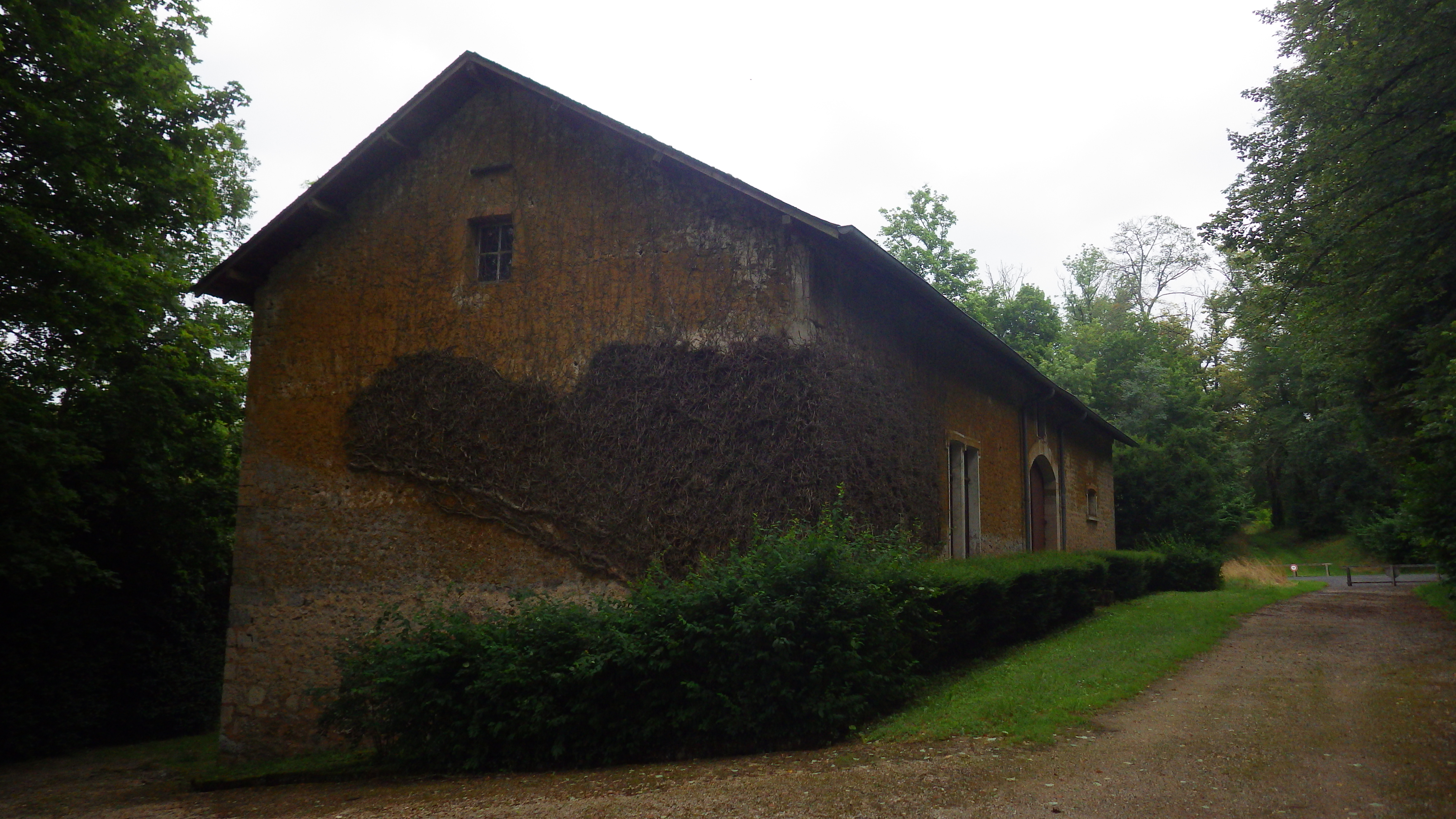
Ancienne écurie
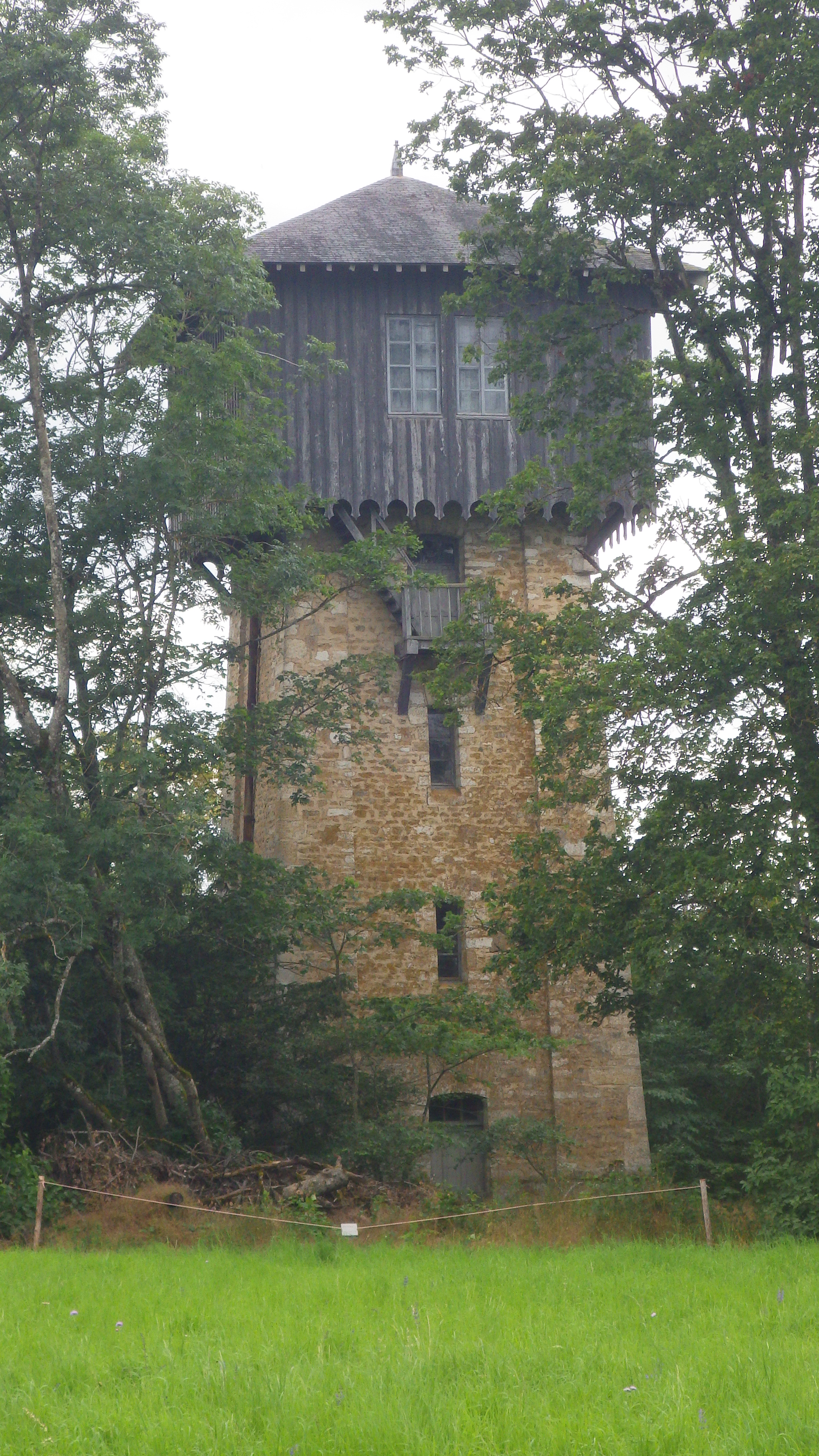
Château d'eau